# Первая экспедиция Шеклтона
Брита́нская антаркти́ческая экспеди́ция 1907—1909 годов (англ. The British Antarctic Expedition 1907–09), также известна как Экспеди́ция на «Ни́мроде» (англ. Nimrod Expedition) — первая из трёх самостоятельных экспедиций Эрнеста Шеклтона в Антарктику, целью которой было достижение географического Южного полюса на фоне многочисленных попыток достижения Северного. Главой экспедиции двигало желание стать первооткрывателем и рекордсменом, однако ради сохранения респектабельности в глазах общества и поддержки спонсоров на первый план им выносились научные задачи: так, одними из основных им анонсировались более детальное исследование полярного плато, исследования в области климатологии, минералогии и геологии. Также в полевых условиях Шеклтон планировал проверить возможность использования механических транспортных средств, однако в качестве основной тягловой силы он рассчитывал на маньчжурских пони, ранее использовавшихся в экспедиции Джексона — Хармсворта. Поддержку предприятию оказал король Эдуард VII.
Экспедиция проходила в условиях давления со стороны бывшего начальника Шеклтона Роберта Скотта, который потребовал от Шеклтона письменного обязательства не использовать остров Росса для зимовки и в качестве базы для организации походов. Первоначально планировалось организовать зимовочную базу на шельфовом леднике Росса, в бухте, открытой ещё самим Россом. Шеклтон назвал эту бухту Китовой, но по факту счёл её неподходящей для зимовки. Против воли Р. Скотта Шеклтон обустроил базу на мысе Ройдс острова Росса, на котором была построена хижина для пятнадцати зимовщиков, из числа которых полярным опытом обладали лишь трое человек — сам руководитель экспедиции, Фрэнк Уайлд и Эрнест Джойс. В команду вошли прославленные в будущем британские и австралийские полярники, в том числе Дуглас Моусон и Реймонд Пристли; а также профессор геологии Дэвид. В марте 1908 года впервые было совершено восхождение на вулкан Эребус. По плану предполагалось отправить три группы: к Южному полюсу, Южному магнитному полюсу и горам к западу от пролива Мак-Мердо. Однако автомобиль не был приспособлен к условиям антарктического лета, а из десяти привезённых пони лишь четверо пережили зимовку.
29 октября 1908 года к полюсу отправились четыре человека на четырёх пони, которых сопровождала группа поддержки из пяти человек, возвращённых 7 ноября. За счёт сокращения пищевого рациона автономность полюсной группы составляла 110 дней. В декабре пали все пони, а путешественники достигли Трансантарктических гор, на преодоление которых по леднику Бирдмора потребовалось три недели. В январе 1909 года стало ясно, что если группа Шеклтона достигнет полюса, то не вернётся обратно из-за полного истощения. 9 января 1909 года была достигнута точка 88°23’ ю. ш. в 97 географических милях (180 км) от полюса, и отряд повернул обратно. Несмотря на изнеможение и недостаток пищи, к 28 февраля они достигли побережья моря Росса и к 4 марта были эвакуированы на судне.
Параллельно, 5 октября 1908 года отправилась Северная партия (Дэвид, Моусон, Маккей) для достижения Южного магнитного полюса. Серьёзной проблемой стал поиск прохода внутрь материка с побережья Земли Виктории. 1 декабря был открыт ледник Дригальского, на пересечение которого понадобилось десять суток; 16 декабря начался подъём на Полярное плато. 16 января был достигнут магнитный полюс, располагавшийся тогда в точке 72°15’ ю. ш., 155°16’ в. д. В начале февраля измождённые исследователи были подобраны «Нимродом». Ранее судно эвакуировало и Западную партию в составе геолога Реймонда Пристли, Бертрама Армитеджа и туриста Филиппа Броклхёрста, которых унесло оторвавшееся ледяное поле. Несмотря на то, что главная цель не была достигнута, экспедиция на «Нимроде» доставила обширную научную информацию об Антарктическом материке, хотя и оказалась в «тени» последующей экспедиции Роберта Скотта.

## Предыстория

### Шеклтон и экспедиция на «Дискавери»

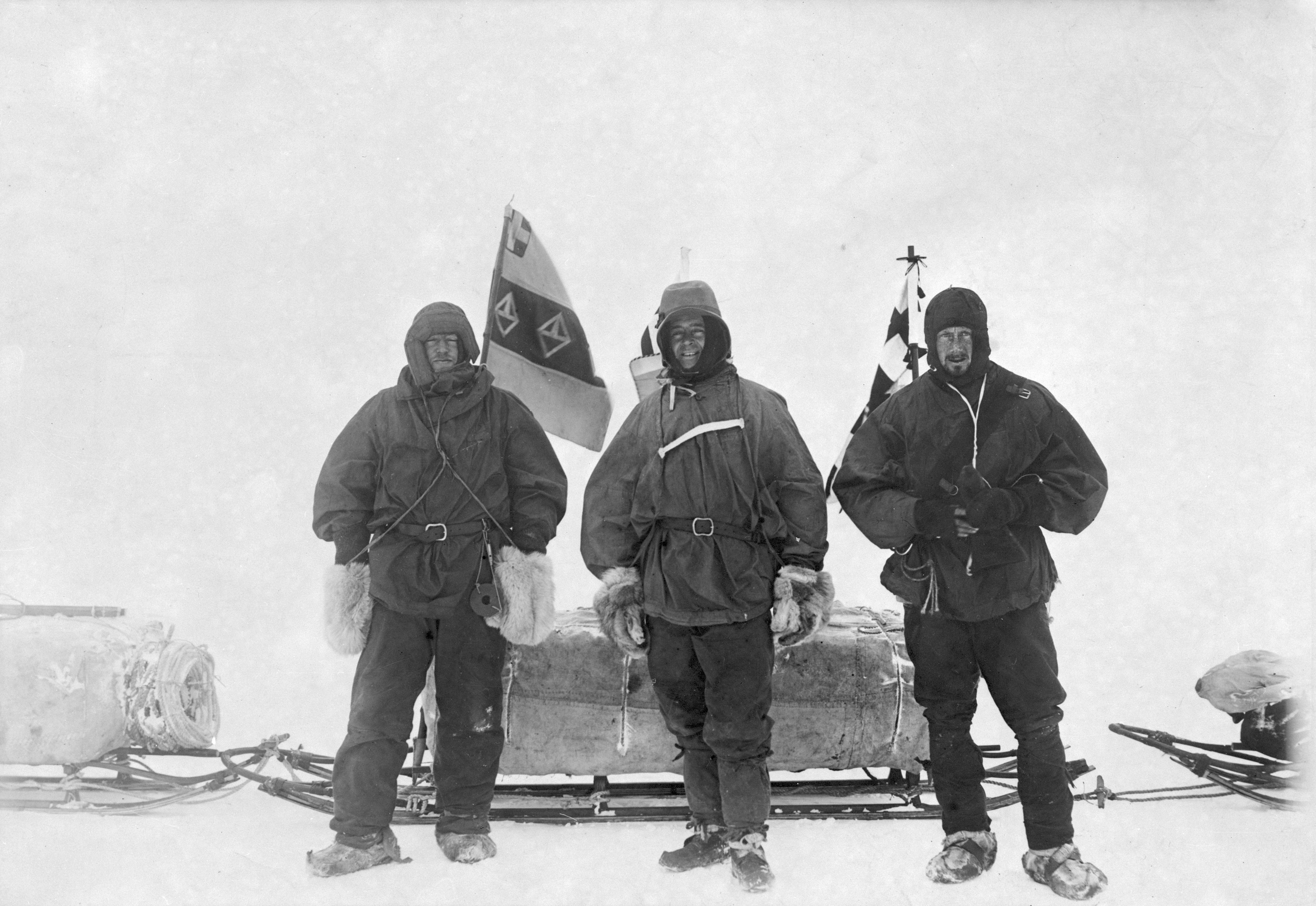
Участники санной экспедиции на старте. 2 ноября 1902 года
Слева направо: Шеклтон, Скотт, Уилсон

Эрнест Шеклтон в 1901—1903 годах участвовал в антарктической экспедиции Р. Скотта на барке «Дискавери» в качестве третьего помощника командира. Первоначально он был отвергнут на конкурсе и был принят в состав команды только по настоянию спонсора экспедиции. 2 ноября 1902 года Скотт, Шеклтон и Уилсон выступили на крайний Юг на собачьих упряжках. Неумение обращаться с животными и негодный провиант привели к тому, что люди были вынуждены тащить весь груз сами, запрягшись в нарты. 30 декабря экспедиционеры достигли 82° 11' ю. ш. (82° 17' по измерениям Скотта), преодолев треть расстояния до Южного полюса. Уже в пути Шеклтон тяжело заболел, у него проявились симптомы цинги, а также были повреждены дёсны и глотка, он кашлял и харкал кровью. Его пришлось освободить от работы, а потом и усадить на сани, в которые впряглись Скотт и Уилсон. 3 февраля 1903 года Скотт, Уилсон и Шеклтон вернулись на «Дискавери». Их поход длился 93 суток, за это время они прошли 960 миль (1540 км).
По прибытии на судно Шеклтон пошёл на поправку, но Скотт принял решение эвакуировать своего третьего помощника из Антарктики, несмотря на возникший из-за этого конфликт с членами команды. Причины данного решения дискутируются по сей день: по мнению Б. Риффенберга, Скотт, обладая авторитарным характером, не смог наладить отношений с волевым и свободолюбивым Шеклтоном. Этим же исследователем выдвигалась версия, что Скотт ревновал Шеклтона к своему другу Уилсону, с которым у Шеклтона сложились неформальные отношения, нетерпимые в британской офицерской среде. Есть также основания полагать, что во время похода на Юг между Скоттом и Шеклтоном возник крупный конфликт, о котором ничего не известно, поскольку участники не оставили о нём прямых свидетельств.
После окончания экспедиции на «Дискавери» Шеклтон счёл оценку своей роли в походе, в написанной Скоттом книге, личным оскорблением, и неприязненные отношения между ними сохранялись до конца жизни Скотта. Тимоти Бомэн заявил, что Шеклтон обрёл цель жизни — возглавить собственную экспедицию в Антарктиду. В описании экспедиции на «Нимроде» Шеклтон указывал, что им двигала смесь разных чувств и желаний: жажда приключений, научных открытий и «таинственность и очарование неизвестного». По мнению Б. Риффенберга, он напоминал в этом отношении Бёртона или Нансена. Серьёзным стимулом для полярника стали заявления Роберта Пири, что в 1906 году на пути к Северному полюсу тот достиг 87° 06’ с. ш..

### План экспедиции. Спонсоры

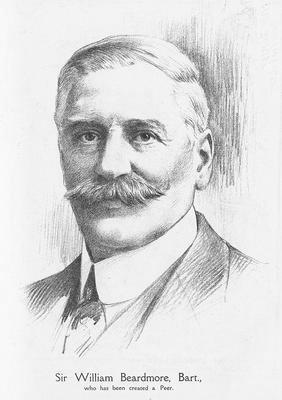
Уильям Бирдмор, главный спонсор экспедиции

Эрнест Шеклтон предпринимал попытки заинтересовать потенциальных спонсоров на протяжении 1905—1906 годов; хотя и писал библиотекарю Королевского географического общества (КГО) Хью Роберту Миллу, что внёс в «чёрный список» фамилии 70 предпринимателей, отказавших ему. Участвуя в подготовке экспедиции «Дискавери», Шеклтон убедился, каких трудов стоит оснащение и финансирование полярного путешествия. Он делал ставку на поиск богатого и влиятельного покровителя, который сразу предоставит требуемые суммы. В силу собственных представлений о чести и достоинстве он отказался участвовать в спасательной операции 1903—1904 годов на барке «Терра Нова», и начал поиски путей достижения общественной известности. К тому времени ирландский полярник был женат и имел детей, поэтому нуждался в постоянном источнике заработка.
Весной 1905 года Эрнест Шеклтон познакомился с шотландским промышленником Уильямом Бирдмором, который предложил ему работу в своей компании по производству двигателей внутреннего сгорания. Официально Шеклтон числился секретарём комиссии по разработке газового двигателя, в действительности, отличаясь яркой харизмой, ирландец должен был «обаять» потенциальных деловых партнёров патрона и развлекать их. Именно Бирдмор и стал главным спонсором, главным образом, из-за того, что его жена Элспет симпатизировала Шеклтону (вероятно, «не вполне платоническим образом»). При этом магнат выдал поручительство на кредит в 7000 фунтов стерлингов в «Клайсдейл-банке» на три года. Также Шеклтон получил гарантию в 1000 фунтов от своей приятельницы мисс Элизабет Доусон-Ламбтон и рассчитывал на вложения от Дугласа Сюарта — представителя фирмы «Poore, Pettit and Steuart» из Лондонского Сити.
Летом 1906 года Шеклтон в Форт-Бридже встретился во время партии в гольф с лейтенантом HMS Berwick Джеймсоном Адамсом, который упросил взять его с собой в экспедицию. К этому периоду относится 4-страничный документ, озаглавленный «Планы антарктической экспедиции в Сектор моря Росса с целью достижения географического и магнитного Южного полюса». В проспекте откровенно указано, что научная работа второстепенна для его планов, а главным достижением будет двойной спортивный рекорд. Этого можно добиться, используя триаду транспортных средств: около 60 ездовых собак, несколько пони и специально разработанный автомобиль. Шеклтон сильно занизил бюджет предприятия, поскольку рассчитал, что сможет уложиться в 17 000 фунтов стерлингов, считая шхуну с паровой машиной в 40 л. с. При этом он ссылался на Амундсена, который осуществил плавание Северо-Западным проходом с минимальными ресурсами. Шеклтон рассчитал, что ему понадобится группа в 10 человек, из которых пятеро будут учёными, а трое — механиками.
Официально о своих намерениях Шеклтон объявил в понедельник 12 февраля 1907 года на заседании Королевского географического общества, что было широко разрекламировано в печати. Это заседание было в полном смысле «историческим», поскольку проходило в присутствии королевского семейства, а главным пунктом программы было выступление Руаля Амундсена с отчётом о пересечении Северо-Западного прохода на яхте «Йоа». Дебаты прошли тем же вечером в клубе «Космос», в котором обсуждались как объявленные планы Шеклтона, так и бельгийский проект Генрика Арцтовского. Планы ирландца были безусловно поддержаны Президентом КГО сэром Дж. Голди и библиотекарем Общества Х. Р. Миллом и широко освещались различными периодическими изданиями.
Шеклтон намеревался базироваться на острове Росса, используя хижину Скотта. Новшеством было разделение зимовочного отряда на две группы: Южную — предназначенную для достижения Южного географического полюса, и Северную, которая должна была достигнуть Южного магнитного полюса. Планы Шеклтона были весьма амбициозны: помимо покорения обоих Южных полюсов предполагалось исследовать Трансантарктические горы и Полярное плато, метеорологическая группа должна была исследовать механизмы формирования погоды в Южном полушарии и влияние антарктических ледников на климат Австралии и Новой Зеландии. Весьма обширной была программа зоологических исследований. Специалисты-геологи должны были дать ответ на вопрос, каким образом антарктический ледник повлиял на характер залегания горных пород на Земле Виктории и Земле Короля Эдуарда VII. Для современников не было секретом, что основной целью Шеклтона были первооткрывательские рекорды, а научная программа предназначалась в первую очередь для привлечения инвесторов и придания экспедиции респектабельности в обществе.

## Подготовка

### Шеклтон, Скотт и вопрос о монополии на исследование Антарктиды
Снаряжение экспедиции Шеклтона обострило отношения его с Робертом Скоттом, который также планировал путешествие к Южному полюсу, сроки и финансовые условия которого были к 1907 году совершенно неопределёнными. Узнав из печати о планах своего бывшего подчинённого, Р. Скотт был сильно недоволен. Однако гораздо более резкую реакцию продемонстрировал покровитель Скотта К. Маркэм, писавший:

Я был чрезвычайно озадачен, но все же не мог предположить, что он действует не с Вашего ведома… Крайне возмущён тем, что он ведёт себя столь двулично по отношению к Вам. Поведение его постыдно, и мне несказанно тяжело, что в составе экспедиции, в которой царила полная гармония, затесалась всё-таки паршивая овца…
Маркэм ещё с конца XIX века считал сектор Моря Росса монопольным владением британцев (а точнее, себя как представителя КГО и своего протеже Скотта) и использовал в отношении Арцтовского термин «браконьерство». Поэтому бывший председатель Географического общества попытался устранить конкурента — Шеклтона, — апеллируя к правам приоритета. В полярных исследованиях имелся как минимум один прецедент такого рода — Роберт Пири, который считал зону Пролива Смита своей «вотчиной». В переписке с Маркэмом, Р. Скотт также заявил, что Остров Росса является «его собственной областью исследований», а Шеклтон должен «понимать долг перед командиром». Эти же мотивы прозвучали в письме Скотта, отправленном Шеклтону; ирландец воспринял его как «оскорбительное и унизительное». Бо Риффенберг отмечал, что аргументация как Скотта, так и Пири, была крайне слабой. Практически никто из современников не воспринимал их претензий всерьёз, тем более, что до Пири в зоне Северной Гренландии и острова Элсмир работали экспедиции Холла, Нэрса и Грили (Пири использовал в своих целях зимовье Грили).
В частной переписке Э. Уилсон отмечал, что если Шеклтон откажется от базирования в проливе Мак-Мердо, то в значительной степень уменьшит собственные шансы на успех. В конце концов 17 мая 1908 года Шеклтон был вынужден дать письменное обязательство не занимать базу Скотта в проливе Мак-Мердо и не работать в зоне к западу от 170-го меридиана, взамен чего Скотт предоставлял ему права высадиться либо на Земле Эдуарда VII, либо в другой крайней восточной точке, которую удастся достигнуть, следуя вдоль Великого ледяного барьера, но не Земле Виктории. Иными словами, для исследования оказывался недоступным Южный магнитный полюс. Данное соглашение не было обнародовано, зато предоставило Шеклтону возможность действовать.

### Финансирование и транспорт

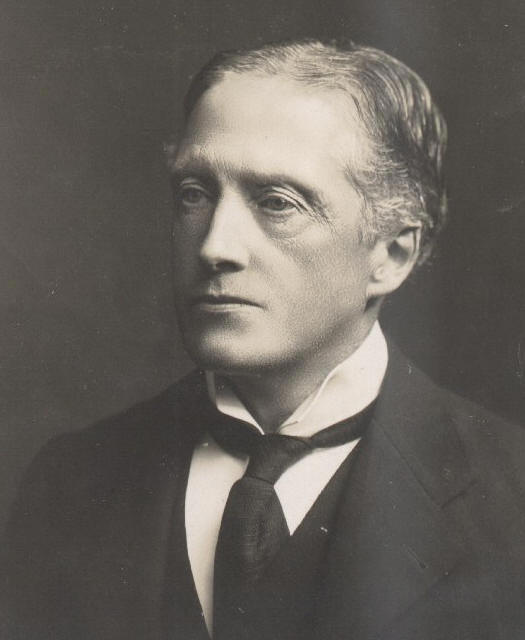
Эдвард Гиннес, первый граф Айви — спонсор экспедиции

В связи с подготовкой новой экспедиции Роберта Скотта Шеклтон был вынужден полагаться только на частных инвесторов. В связи с началом «антарктической гонки» у Шеклтона было не более полугода, чтобы отправиться на Юг. Начальник экспедиции развернул бурную рекламную деятельность, открыв свой офис на Риджент-стрит, 9, близ площади Ватерлоо. Был нанят менеджер Альфред Рейд, который помогал составлять списки снаряжения. Помня о бюрократической неразберихе, сопровождавшей сборы «Дискавери», Шеклтон откровенно писал:

…Мне в работе не мешали никакие комитеты. Весь контроль находился в моих собственных руках, и я избежал, таким образом, задержек, без которых не может обойтись дело тогда, когда каждая деталь зависит от решения группы людей.
Главным консультантом Шеклтон избрал Фритьофа Нансена — самого именитого полярника того времени. В то время он находился в Лондоне, служа полномочным министром Норвегии в Великобритании. При этом он ещё не отказался от своих полярных амбиций, также стремясь достигнуть Южного полюса. Тем не менее, Шеклтон получил все необходимые сведения, включая выбор меховых изделий и ездовых собак. По мнению Бо Риффенберга, «если бы Шеклтон последовал всем его рекомендациям, станция Амундсен-Скотт ныне называлась бы в его честь». Однако Шеклтон не доверял ни собакам, ни лыжам из-за негативного опыта в экспедиции на «Дискавери». В проспекте экспедиции о ездовых собаках было сказано много лестных слов, Шеклтон даже заявил, что если бы у Скотта было 60 или 70 собак, Южный полюс был бы покорён ещё в 1903 году. После консультаций с Фредериком Джексоном Шеклтон решил сделать ставку на пони. Все попытки Нансена переубедить исследователя остались безрезультатны. По Б. Риффенбергу, опыт Джексона был катастрофическим: пони проваливались сквозь снежные мосты над ледниковыми трещинами и молодой морской лёд, им требовался объёмный корм, постоянно возникали проблемы с пищеварением и проч. Спутник Джексона и самого Шеклтона Армитедж также поддержал использование лошадей, несмотря на возражения Отто Свердрупа и герцога Абруццского.
Для современников было необъяснимо отвращение Шеклтона к лыжам. При всех разногласиях со Скоттом и Маркэмом, Шеклтон полностью принял их стратегию: если откажут механические приспособления (специально сконструированный автомобиль) и лошади, в лямку впрягутся люди. В этом проявился его «островной шовинизм», а также неспособность наладить отношения с собаками и научиться ходить на лыжах, в чём, по мнению Б. Риффенберга, была повинна нетерпеливость исследователя. В результате через Шанхайско-Гонконгский банк в Китае было заказано 15 лошадей — больше, чем было взято пар лыж.
Королевское географическое общество предоставило исследователю 500 фунтов стерлингов и набор карт и научных приборов, однако отказалось помогать в найме офицеров и матросов, служивших на «Дискавери». Только в июле 1907 года Шеклтон получил обещанный ранее грант от своего шефа Бирдмора. 2000 фунтов предоставил граф Айви (Эдвард Гиннес — глава знаменитой пивоваренной компании). За вклад в 2000 фунтов в экспедиции принял участие 20-летний сэр Филип Броклхёрст. Существенную помощь оказал также родственник самого Шеклтона — Уильям Белл, а также правительства Австралии и Новой Зеландии. Требуемые 30 000 фунтов были собраны буквально накануне отплытия, а реальная смета расходов составила 45 000 ф. ст., в результате чего Шеклтон отплыл в долгах, рассчитывая на будущие прибыли от рекламы, продажи книги об экспедиции и публичные лекции. После экспедиции долги Шеклтона в 20 000 фунтов погасило британское правительство.

### Снаряжение

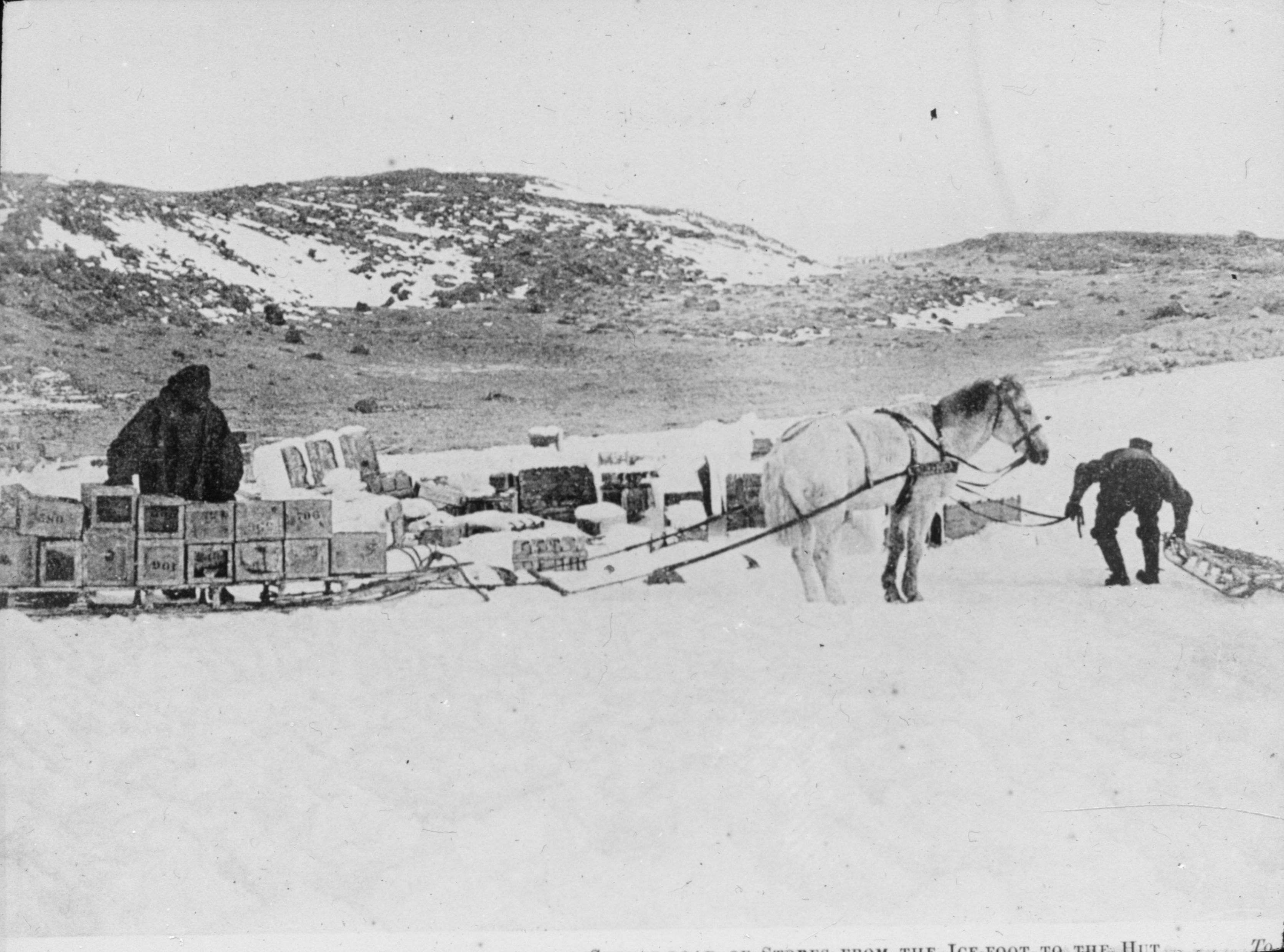
Пони, запряжённый в нарты с грузом

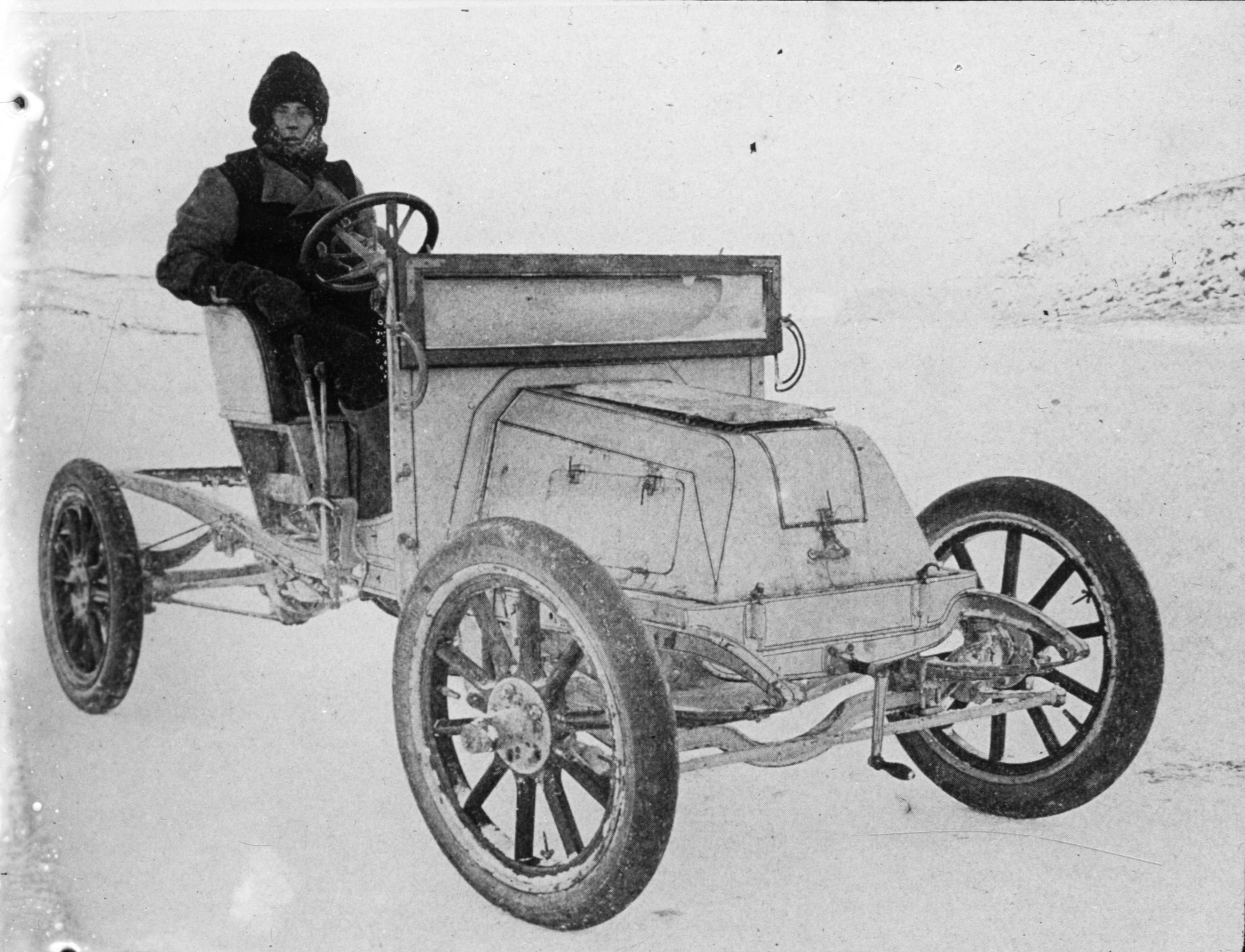
Механик Бернард Дэй на автомобиле в Антарктиде

В апреле 1907 года Шеклтон отправился в Кристианию, где был сделан заказ на изготовление нарт из ясеня и гикори, — всего около 30 саней различного размера, десять из которых предназначались для лошадиной тяги. В Драммене были заказаны полярные костюмы и спальные мешки из оленьего меха, причём по совету Нансена Шеклтон взял в качестве обуви лапландские каньги (англ. finnesko), сделанные из шкуры, содранной с задних ног оленя-самца, мехом наружу, изнутри они набивались сухой осокой рода сенны. Из-за спешки костюмы и обувь не отличались качеством, и большую часть заказанного снаряжения Шеклтон забраковал. Проверенный изготовитель лыж уехал в США, пришлось обращаться за содействием к коммандеру Скотт-Хансену. Полярные куртки сшили из волчьего меха, а рукавицы (было заказано 60 шт.) — из меха собаки, как практиковалось во всех экспедициях того времени. Штормовую одежду из габардина и бельё поставила лондонская фирма Burberry and Jaeger, надёжно зарекомендовавшая себя ещё в экспедиции на «Дискавери».
При заказе провианта, особое внимание было уделено профилактике цинги, а также тому, чтобы пища была максимально разнообразной. Запасов брали из расчёта потребностей 12 человек на два года вперёд, но в Новой Зеландии были погружены дополнительные продукты из-за увеличения команды. Сухари и пеммикан были изготовлены по специальному заказу, их паковали в патентованные ящики из трёхслойной берёзовой фанеры, которые широко использовались в экспедиции, в том числе как строительный материал. Ящиков (76×38 см) было заказано 2500 штук, они давали выигрыш в 1,8 кг веса по сравнению со стандартными деревянными.
Для зимовочной партии фирмой в Найтсбридже был построен дом размером 9,9 м в длину, 5,8 м в ширину и 2,4 м в высоту до карниза; в разобранном виде его должны были доставить в Антарктиду. Стены были из еловых брёвен, пол и крыша были усилены железными конструкциями, теплоизоляция была слоистая: толстый войлок, дюймовый слой еловых досок, врезанных одна в другую, и второй слой войлока, прикрытый отделочной древесиной. Пространство между внешней стеной и изоляцией было заполнено крошёной пробкой. Двери были двойными с тамбуром, оконные рамы двойные. Дом должен был отапливаться от камбузной печи, была также взята угольная водяная колонка с баком в 68 литров, но из-за экономии топлива её не использовали. Для санных походов заказали 6 кухонных аппаратов системы Нансена с высоким КПД: они были снабжены алюминиевыми котелками для одновременной варки пищи и растопки льда. Было взято шесть тиковых палаток зелёного цвета с входным «хоботком»; вместе с брезентовым полом они весили 14 кг.

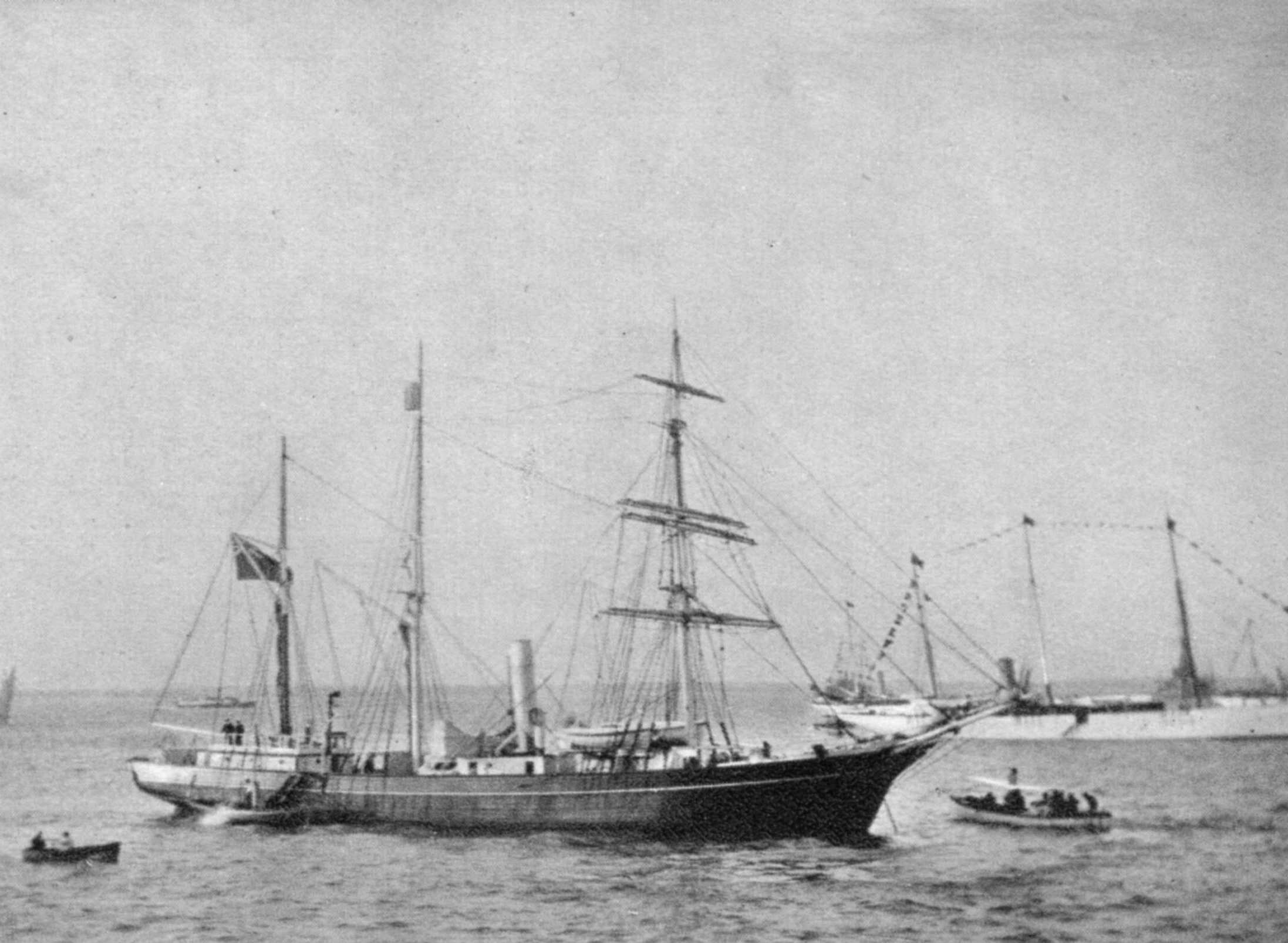
«Нимрод» покидает Великобританию

По совету бельгийского ветерана антарктических исследований барона Адриена де Жерлаша Шеклтон решил купить новое норвежское промысловое судно Bjorn, специально предназначенное для арктических условий. Однако стоимость его составила 11 000 фунтов стерлингов, и ограниченный в средствах исследователь отказался от покупки (в 1911 году судно приобретёт Вильгельм Фильхнер и, переименовав в Deutschland, использует в своей антарктической экспедиции).
В результате Шеклтон приобрёл за 5000 ф. ст. промысловую шхуну «Нимрод», построенную в 1865 году на верфях Данди, и служившую на Ньюфаундленде. Она имела валовую вместимость в 334 рег. т, вдвое меньше, чем «Дискавери», и находилась в плачевном техническом состоянии, вдобавок все внутренние помещения основательно пропитались жиром. Когда 15 июня 1907 года «Нимрод» вошёл в воды Темзы, Шеклтон не был в восторге от своего приобретения. Начальник немедленно подверг судно перестройке на верфях R. & H. Green, оснастив его вспомогательной паровой машиной в 60 л. с., неэкономичной и неэффективной (паровой котёл потреблял около 4 тонн угля в сутки при полной нагрузке, тогда как на «Фраме» Нансена котёл, потреблявший 2,8 тонн угля в сутки, обеспечивал энергией машину в 220 л. с.). Судно было оснащено парусным вооружением как баркентина. «Нимрод» развивал максимальную скорость в 6 узлов. Супруге Бирдмора глава экспедиции сообщал, что хотел бы переименовать корабль в «Эндьюранс», в честь семейного девиза, но этого так и не было сделано.
Б. Риффенберг заметил, что газетчики особенно заинтересовались автомобилем, который изначально предназначался для рекламных целей. Главный спонсор Бирдмор контролировал шотландскую компанию Arrol-Johnston, которая, пытаясь предотвратить банкротство, предоставила машину для Шеклтона, что сопровождалось большой шумихой в СМИ. Реклама утверждала, что шасси и трансмиссия предназначены для низких температур, а скорость достигала 16 миль в час. Были предусмотрены три набора колёс для разного рельефа местности.

### Команда

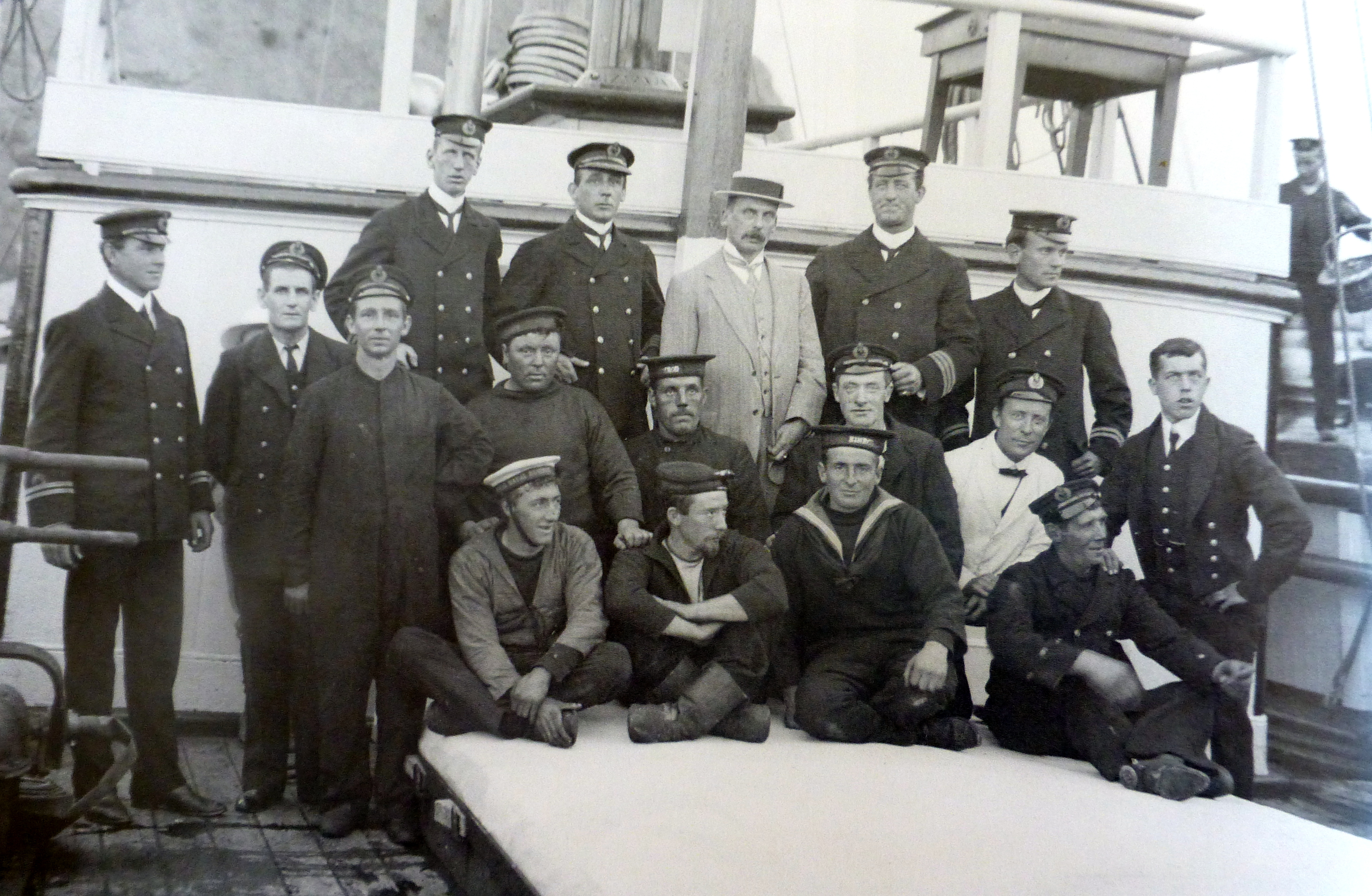
Экипаж «Нимрода»

В связи с крайней ограниченностью сроков Шеклтон не мог долго заниматься подбором экипажа. Он рассчитывал на команду «Дискавери», но в результате ему удалось заполучить всего двух матросов: Фрэнка Уайлда и Эрнеста Джойса. Отказался участвовать в экспедиции и Эдвард Уилсон, хотя его лояльность к Скотту не фигурировала в качестве причины отказа: Уилсон был занят в комиссии по изучению паразитов у домашней птицы. В качестве командира экспедиционного судна Шеклтон хотел пригласить Уильяма Колбека, который участвовал в первой зимовке Борхгревинка, но тот отказался. На его место взяли Руперта Ингленда (1878—1942), который уже ходил в Антарктиду первым помощником на «Морнинге». Первым помощником стал Джон Кинг Дэвис, для которого экспедиция Шеклтона стала первым из семи его антарктических плаваний. Заместителем командира стал Джеймсон Адамс, отказавшийся от повышения в ВМФ ради участия в экспедиции. Прочие члены команды были набраны по знакомству либо личным рекомендациям, хотя оргкомитетом было получено почти 400 анкет от соискателей места. Фанатично верующий евангелист — врач Эрик Маршалл вошёл в конфликт почти со всей командой, несмотря на свои превосходные деловые качества.
Научный отряд был невелик. Его главой был 41-летний шотландский биолог Джеймс Мюррей, под его началом работал 21-летний геолог Реймонд Пристли. Мюррей был рекомендован Уильямом Брюсом. Профессор геологии Эджуорт Дэвид был направлен в экспедицию правительством Австралии дополнительно к пожертвованию в 5000 фунтов. Ещё одним австралийцем в экспедиции был Дуглас Моусон. Ассистентом Пристли стал 20-летний сэр Филипп Броклхёрст, который отправился в экспедицию своим иждивением за пожертвование в 2000 фунтов, желая приключений. Ещё одним пассажиром был Джордж Бакли, сын новозеландского фермера, вошедший в состав экспедиции в последний момент за пожертвование в 500 ф. ст., однако он вернулся на вспомогательном судне уже в январе 1908 года.
Шеклтон сильно рисковал, набрав команду такого рода, поскольку только четыре человека из его команды, включая самого начальника, имели опыт полярных исследований. Тем не менее, принципы подбора людей оказались правильными, что в немалой степени способствовало успеху экспедиции. Проводя личное собеседование, Шеклтон в первую очередь интересовался социабильностью и навыками, облегчавшими работу в коллективе. Так, геолога Пристли, который ещё только заканчивал университет, начальник первым делом спросил, умеет ли он играть на музыкальных инструментах.

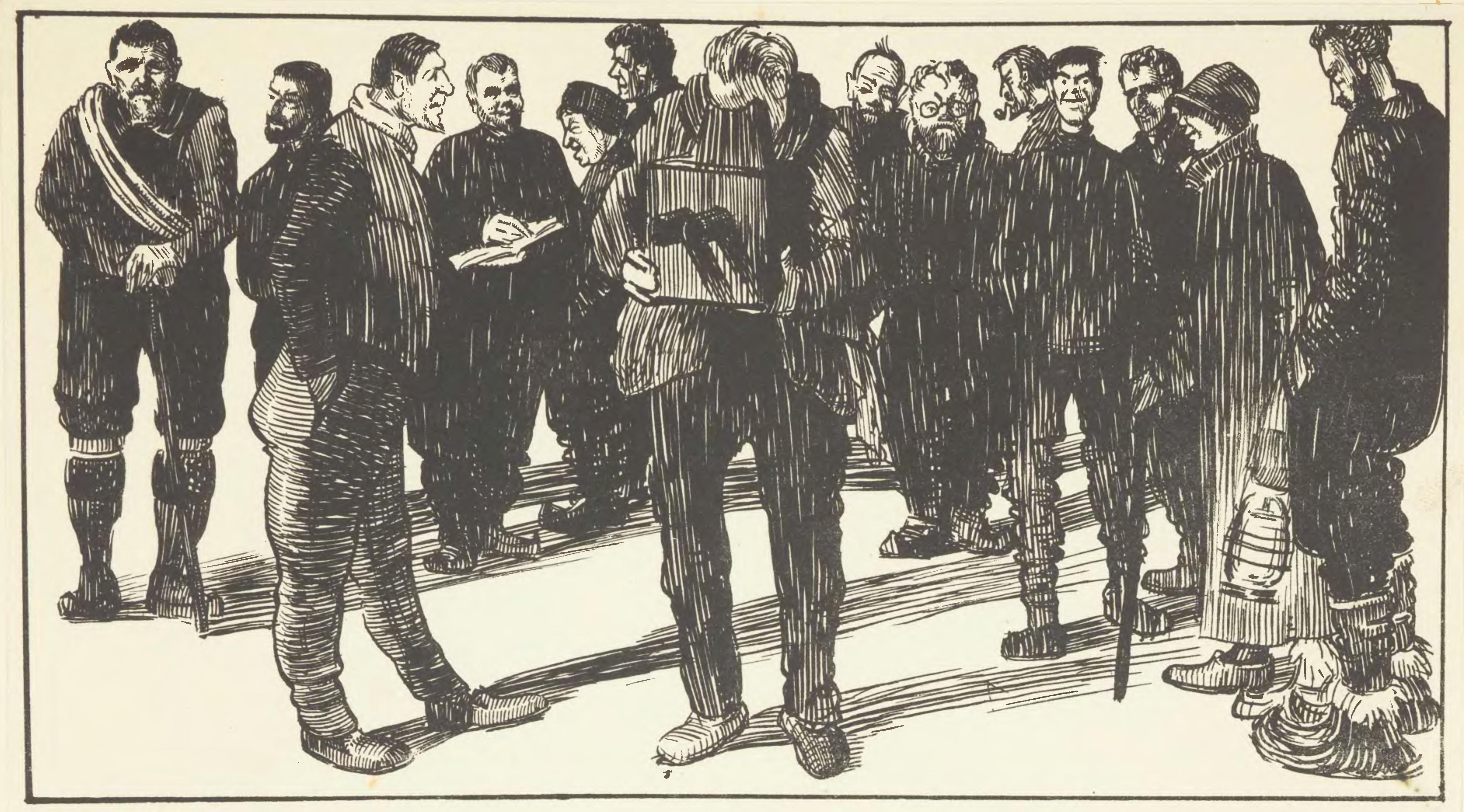
Зимовочная команда на карикатуре Джорджа Марстона

В составе зимовочного отряда были следующие лица:
- Эрнест Шеклтон — начальник экспедиции, начальник похода к Южному полюсу.
- Джеймсон Адамс — помощник командира, главный метеоролог, участник похода к Южному полюсу.
- Бертрам Армитедж — главный конюх, ветеринар.
- Филип Броклхёрст — турист, ассистент геолога.
- Эджуорт Дэвид (Австралия) — геолог, разнорабочий, ассистент при научных исследованиях, глава похода к магнитному полюсу.
- Бернард Дэй — механик-водитель.
- Эрнест Джойс — конюх, каюр, ветеринар, препаратор биологических образцов.
- Алистер Маккей — ассистент врача, участник похода к магнитному полюсу.
- Эрик Маршалл — врач, фотограф, картограф, участник похода к Южному полюсу.
- Джордж Марстон — разнорабочий, художник.
- Дуглас Моусон (Австралия) — геолог, участник похода к магнитному полюсу.
- Джеймс Мюррей — биолог.
- Реймонд Пристли — геолог.
- Уильям Робертс — кок.
- Фрэнк Уайлд — завхоз, участник похода к Южному полюсу[50].

Большинство участников экспедиции были молодыми людьми, средний возраст экспедиционеров составлял 31 год. В полюсной команде самым старшим был 35-летний Уайлд, за ним следовали: 34-летний Шеклтон, 29-летний Маршалл и 28-летний Адамс.

## Ход экспедиции

### Путь на юг

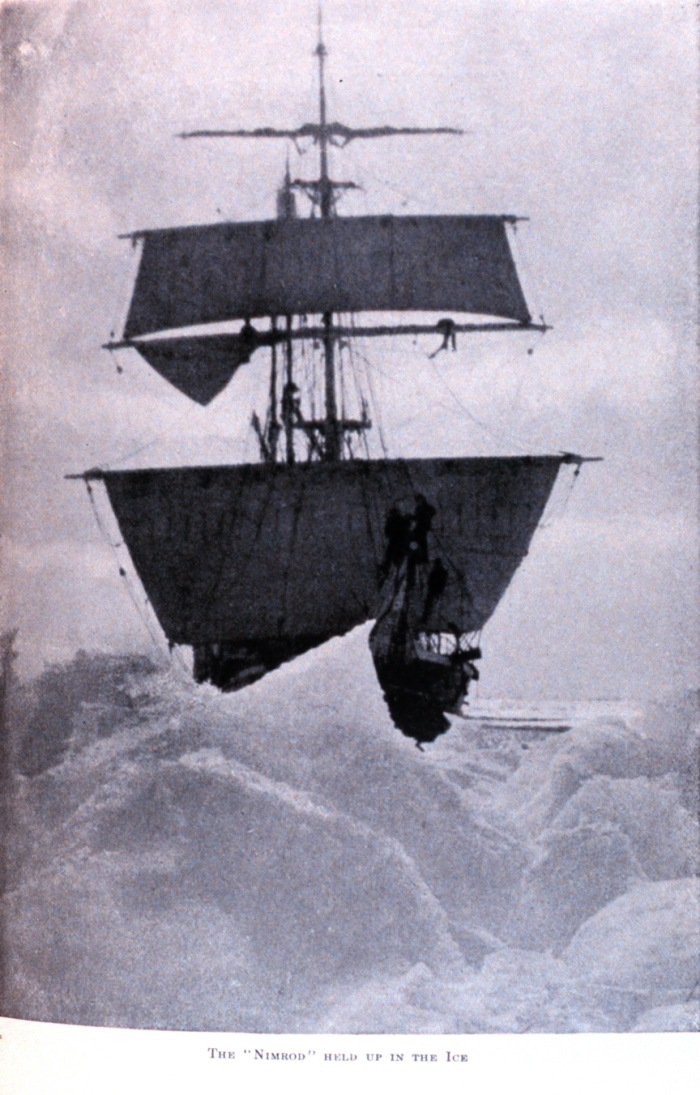
«Нимрод» во льдах

В три часа пополудни воскресенья, 4 августа 1907 года «Нимрод» в Каусе (во время регаты на острове Уайт) посетили король Эдуард VII и королева Александра, наследник престола, и другие лица, включая адмирала Фишера. Король явно заинтересовался экспедицией, расспрашивал Шеклтона о научном оборудовании и на прощание наградил главу команды Королевским Викторианским орденом, как и Скотта перед отплытием «Дискавери». Королева вручила «Юнион Джек» для водружения на Южном полюсе — это был беспрецедентный в британской морской истории знак отличия. Данная неформальная аудиенция сыграла большую роль в решении финансовых проблем экспедиции: за две недели до отплытия деньги закончились вообще, несмотря на помощь графа Айви и матери Броклхёрста. На следующий день «Нимрод» прибыл в Торки, где Шеклтон с женой дали торжественный обед для всех участников: начальник оставался в Британии улаживать дела и должен был воссоединиться с командой только в Новой Зеландии. В частности, полярник договорился с издателем Хайнеманом о гонораре в 10 000 фунтов стерлингов за описание экспедиции; кроме того, его кузен Уильям Белл одолжил ещё 2000 фунтов на срочные расходы.
7 августа 1907 года баркентина под командованием Дэвиса отбыла курсом на Сан-Висенте, совершив остановки для бункеровки углём на островах Зелёного мыса и в Кейптауне. Переход через Индийский океан занял 16 недель, и оказался крайне тягостным для экипажа, что не помешало Мюррею и Маккею заниматься промерами глубин и прочими океанографическими работами. Ещё 8 членов команды (включая Пристли, Уайлда и Джойса) были отправлены в октябре рейсовым пароходом из Ливерпуля через Суэцкий канал, Цейлон и Австралию. Броклхёрст при этом в одиночку отправился первым классом, и посетив попутно Помпеи, Стромболи, Коломбо и чемпионат по крикету в Сиднее, ради которого отложил отъезд в Новую Зеландию. 3 декабря в Мельбурне Шеклтон собрал на свою лекцию аудиторию в 4000 человек, а профессор Дэвид свёл его с премьер-министром Австралии и убедил обеспечить грант в 5000 фунтов стерлингов. Вскоре 1000 фунтов пожертвовало правительство Новой Зеландии, что позволило закупить недостающие припасы и увеличить научную команду: к Шеклтону пришёл наниматься Дуглас Моусон.
«Нимрод» 27 ноября пришвартовался в Литтелтоне. 15 пони прибыли через Тяньцзинь и Сидней, но из-за недостатка места для корма и конюшен удалось взять только 10. Собак было взято 9 голов, все они были потомками восточносибирских лаек Карстена Борхгревинка, оставленных в Новой Зеландии. Для Шеклтона было очевидно, что перегруженное судно не сможет вместить достаточного количества топлива, чтобы перейти через паковые льды. По Б. Риффенбергу, это было следствием неопытности Шеклтона. Поэтому был заключён договор с Union Steam Ship Company, судно которой Koonya должно было отбуксировать «Нимрод» до Южного полярного круга (1600 морских миль = 2430 км). Однако уже 14 января из-за появления айсбергов экспедиция была вынуждена отправиться в самостоятельное плавание.
Ледяной барьер увидели 23 января, но его очертания не совпадали с картами, снятыми в экспедиции на «Дискавери», не удалось отыскать бухту, в которой в 1902 году в экспедиции Скотта был запущен воздушный шар, — она исчезла в результате обламывания барьера. Открывшаяся морякам обширная бухта, в водах которой было много китов, Шеклтоном была названа Китовой. За барьером простирались обширные ледяные равнины. Здесь начальник впервые озвучил конкретный план работы: база будет построена в 1 или 2 милях от побережья, Шеклтон, Адамс, Джойс и Армитедж сразу начнут перевозки провианта и закладку складов для весеннего похода на Юг, а Маршалл, Дэвид, Пристли, Уайлд и Макинтош на двух пони отправятся в геологический поход к Земле короля Эдуарда VII. Высадиться на Земле Эдуарда VII не удалось, а шельфовый ледник показался Шеклтону неподходящим местом для зимовки. Географические измерения показали, что вновь найденный залив расположен южнее, чем во время экспедиции Борхгревинка 1900 года, то есть ледяной барьер обламывался. Поскольку с севера наваливалось поле сплочённого пакового льда, было принято решение нарушить обещание, данное Скотту, и «Нимрод» направился к проливу Мак-Мердо, куда вошёл 25 января 1908 года.

### Высадка

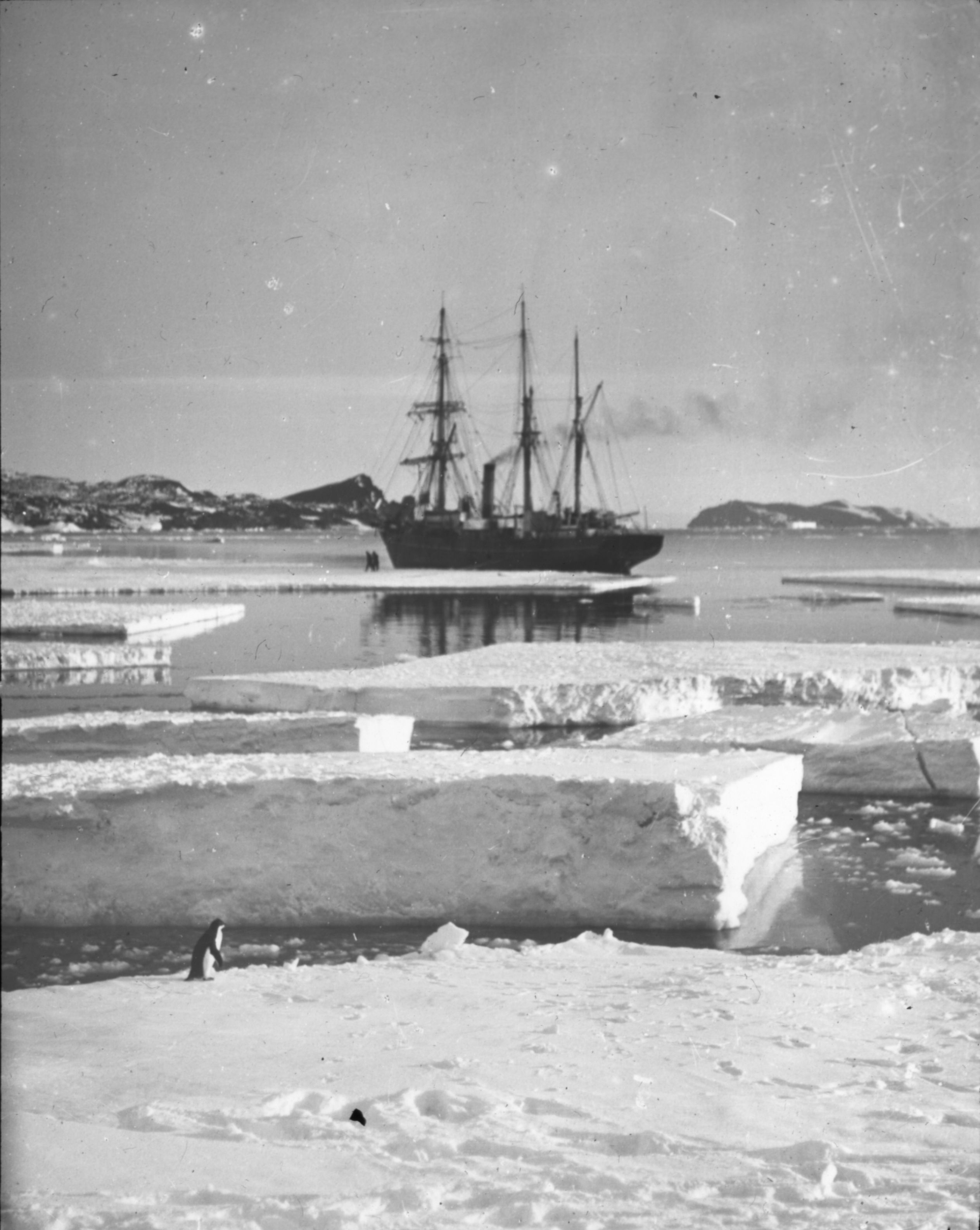
«Нимрод» покидает пролив Мак-Мердо

Переход до острова Росса осуществлялся под парусами из-за экономии угля. В пути от качки, сырости и холода особенно страдали лошади. 28 января была произведена попытка высадки, но от мыса Хат-Пойнт судно отделяла полоса припая шириной 16 миль. Шеклтон, помня об опыте экспедиции «Дискавери», рассчитал, что экспедиционное судно может пробыть в этих водах до начала марта, не подвергаясь опасности вмёрзнуть во льды. Однако Шеклтон, находясь на борту «Нимрода», был вынужден договариваться с капитаном Инглендом и первым помощником Дэвисом, поскольку именно они отвечали за безопасность доставки и эвакуации экспедиции из южных широт, и на судне начальник экспедиции был всего лишь пассажиром.
30 января пришлось пристрелить пони по кличке Нимрод, который находился в самом тяжёлом состоянии; ещё до высадки на берег у экспедиции осталось 8 животных. Было решено задействовать пони и автомобиль для перевозки грузов на Хат-Пойнт. Автомобиль тоже не оправдал надежд: двигатель и трансмиссия на морозе работали с перебоями; так и не удалось справиться с буксованием колёс. В дальнейшем машина была применима только на ровном морском льду. Несмотря на неудачу с техникой, Шеклтон решил оставить группу механиков на зимовку. 31 января во время разгрузки саней грузовым крюком повредил глаз Энеас Макинтош; Маршаллу и Маккею пришлось удалить то, что осталось от глазного яблока. По свидетельству его коллег, Макинтош больше страдал от перспективы вернуться в Новую Зеландию, нежели потери глаза.
Поскольку к началу февраля мыс Хат-Пойнт не освободился ото льда, Шеклтон решил разместить своё зимовье на мысе Ройдс, открытом Уилсоном в 1903 году (25 км по льду бухты от мыса Хат-Пойнт). Место для зимовки было чрезвычайно удобным: рядом имелось озерцо пресной воды, позволявшей экономить топливо на растопку льда, и большие колонии пингвинов Адели — источник свежего мяса. Однако льды не позволяли вплотную подвести «Нимрод» к берегу, из-за чего команде в последние дни выгрузки пришлось работать 36 часов кряду, перетаскивая через гористый остров тонны снаряжения, при температуре −27 °C и ветре до 160 км/ч. Маршалл фиксировал выгрузку на киноплёнку — это были первые съёмки в Антарктиде. После четырёхдневного бурана 1—4 февраля весь лагерь оказался погребён под метровым слоем снега. Лошадей разместили в двух палатках на берегу, одна собака утонула в море, вторая сорвалась со скалы, когда охотилась на пингвинов. К 6 февраля были установлены опорные столбы и каркас зимовочной хижины. Между 6 и 17 февраля произошёл острый конфликт начальства: Ингленда, Дэвиса и Шеклтона (в судовом журнале он не отражён, а очевидцы путались в датах). Шеклтон прибыл на борт «Нимрода» и распорядился подвести корабль вплотную к берегу, а затем лично дал команду машинисту по телеграфу; капитан схватил его за руку и вернул ручку телеграфа в первоначальное положение. Шеклтон предложил Ингленду временно отказаться от командования под предлогом заболевания, но получил отказ. Более того, «Нимрод» на трое суток был выведен в море, поскольку после разгрузки стал менее устойчивым и управляемым, а ледовые поля могли выжать его на берег. Далее капитан позволил судовой команде помогать зимовщикам перетаскивать грузы; по выражению офицера Харборда: «синие жакеты работали как чёртовы ниггеры» (bally nigger). При перевозке угля 10 февраля три лошади взбесились, проломили лёд, и с большим трудом удалось их вытащить из ледяной воды. Шеклтон с Дэвисом чуть было не поссорились из-за угля, которого на борту осталось 92 тонны. 24 тонны топлива были выгружены в мешках на ледниковый язык для последующей перевозки в хижину. 18 февраля начался ураган, из-за которого Ингленд в течение двух суток не рисковал подойти к берегу ближе, чем на 50 миль. Наконец, 22 февраля выгрузка завершилась, и «Нимрод» покинул Антарктику.

Зимовье на Мысе Ройдс
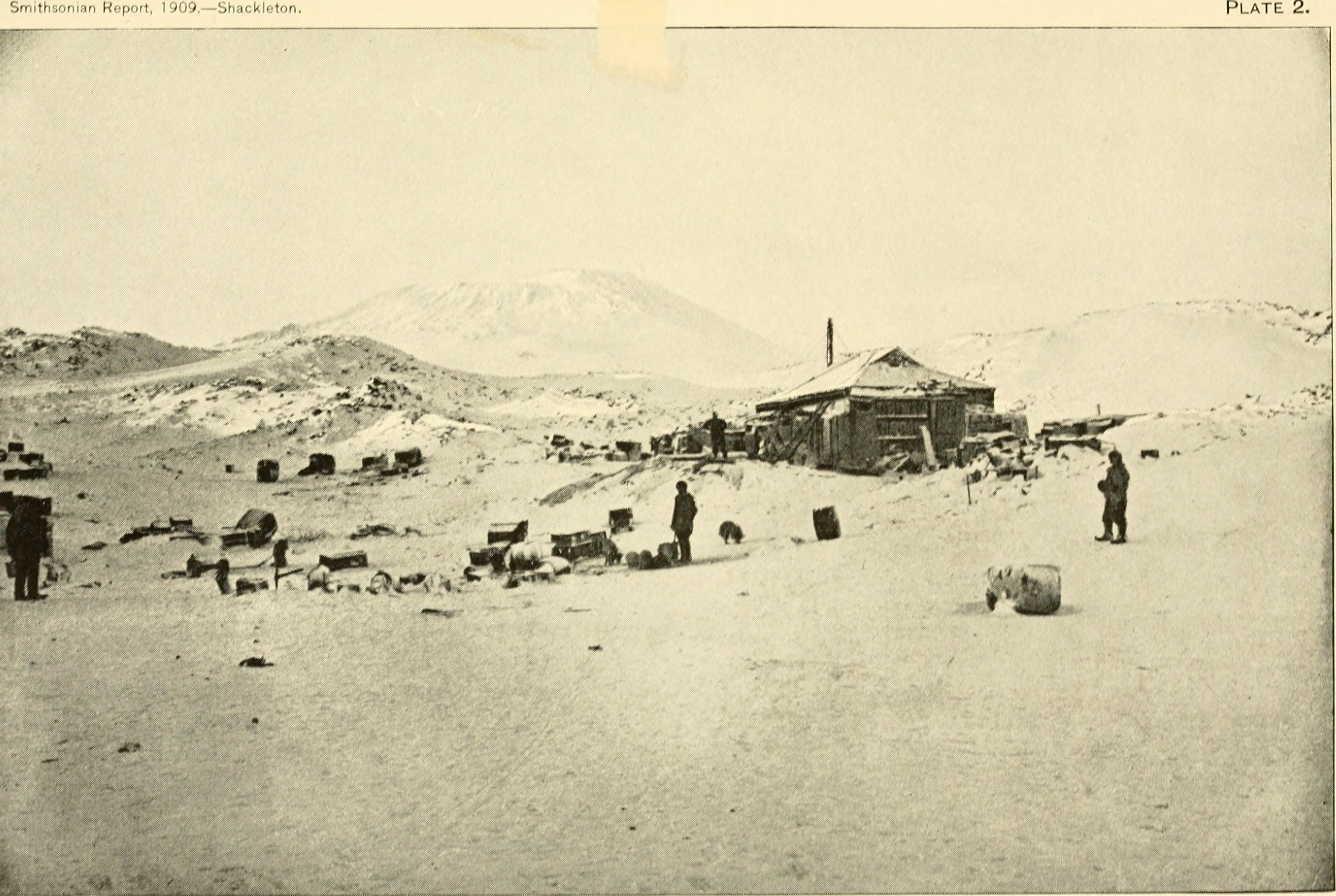
Хижина на фоне вулкана Эребус в 1909 году
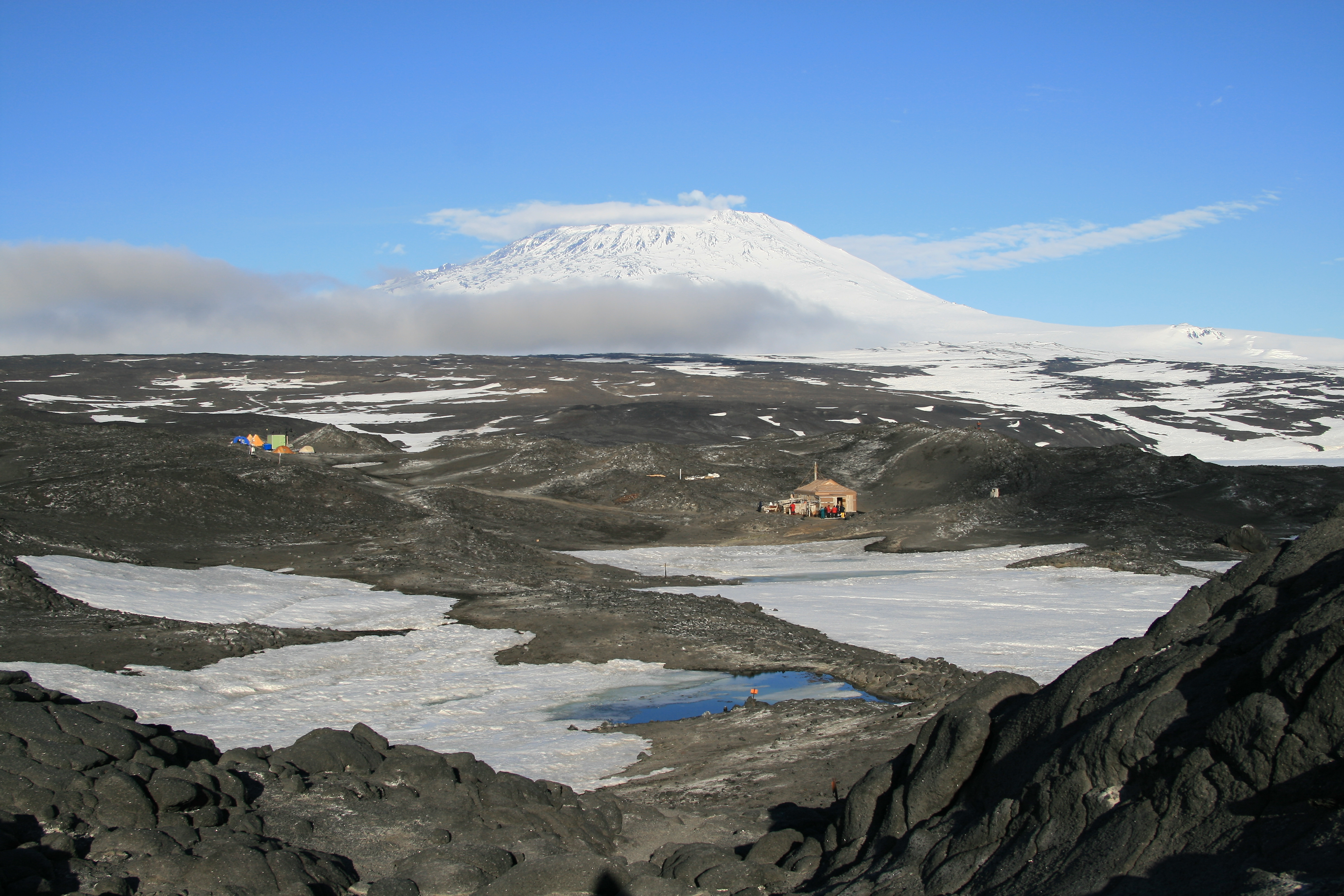
Хижина Шеклтона на фоне Эребуса в 2007 году
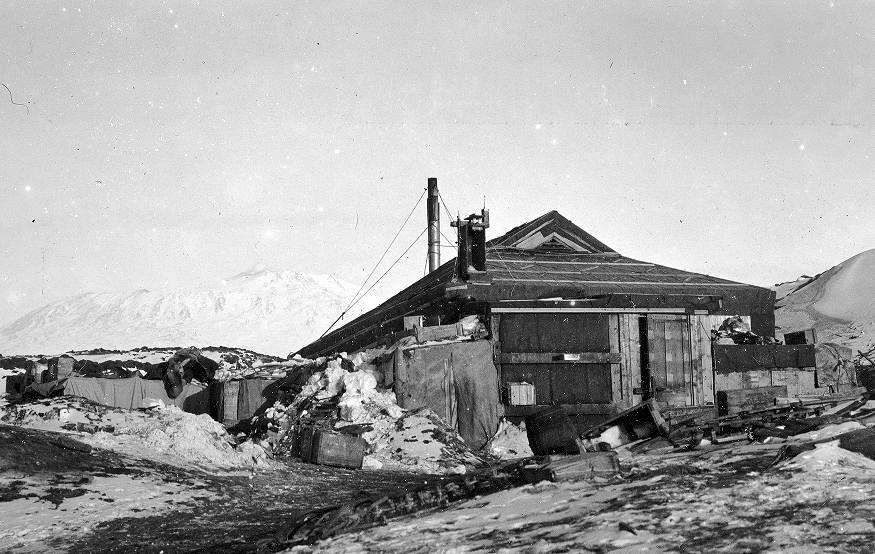
Вход в 1908 году
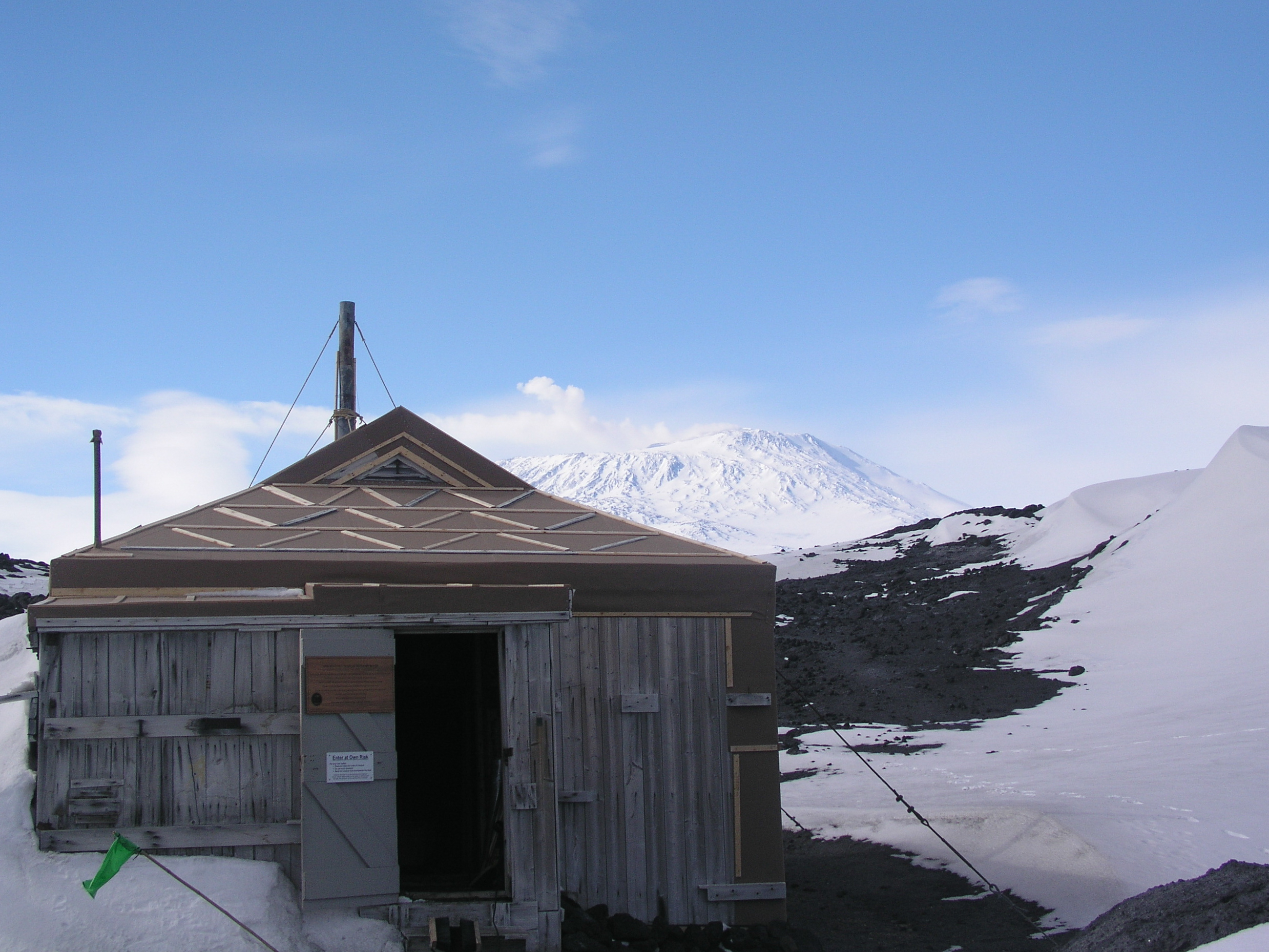
Вход в 2010 году

8 марта «Нимрод» вернулся в Литтелтон. 11 марта в лондонской газете «Daily Post» вышел скандальный материал «Битва исследователей», в котором описывался конфликт Дэвиса и Шеклтона, причём с вымышленными описаниями деталей. Расширенная версия конфликта была опубликована через месяц в «The Sydney Morning Herald»: скандал в Австралии и Новой Зеландии подпитывался фактом, что не была проведена океанографическая программа, на которую предназначались правительственные гранты. Бирдмор также отказался вести с Шеклтоном любые дела (перед отплытием ирландец занял у магната ещё 1000 фунтов). Покровители Шеклтона в Географическом обществе приняли решение не публиковать в «Географическом журнале» информацию о смене экспедиционной базы. Роберт Скотт писал своей невесте Кэтлин Брюс:

Он [Шеклтон] высадился поблизости от моей зимней базы… Для меня это имеет весьма важное значение, ибо я лишён всякой возможности предпринять что-либо до получения новых известий о нём. Таковы последствия его поступка.

### Восхождение на Эребус

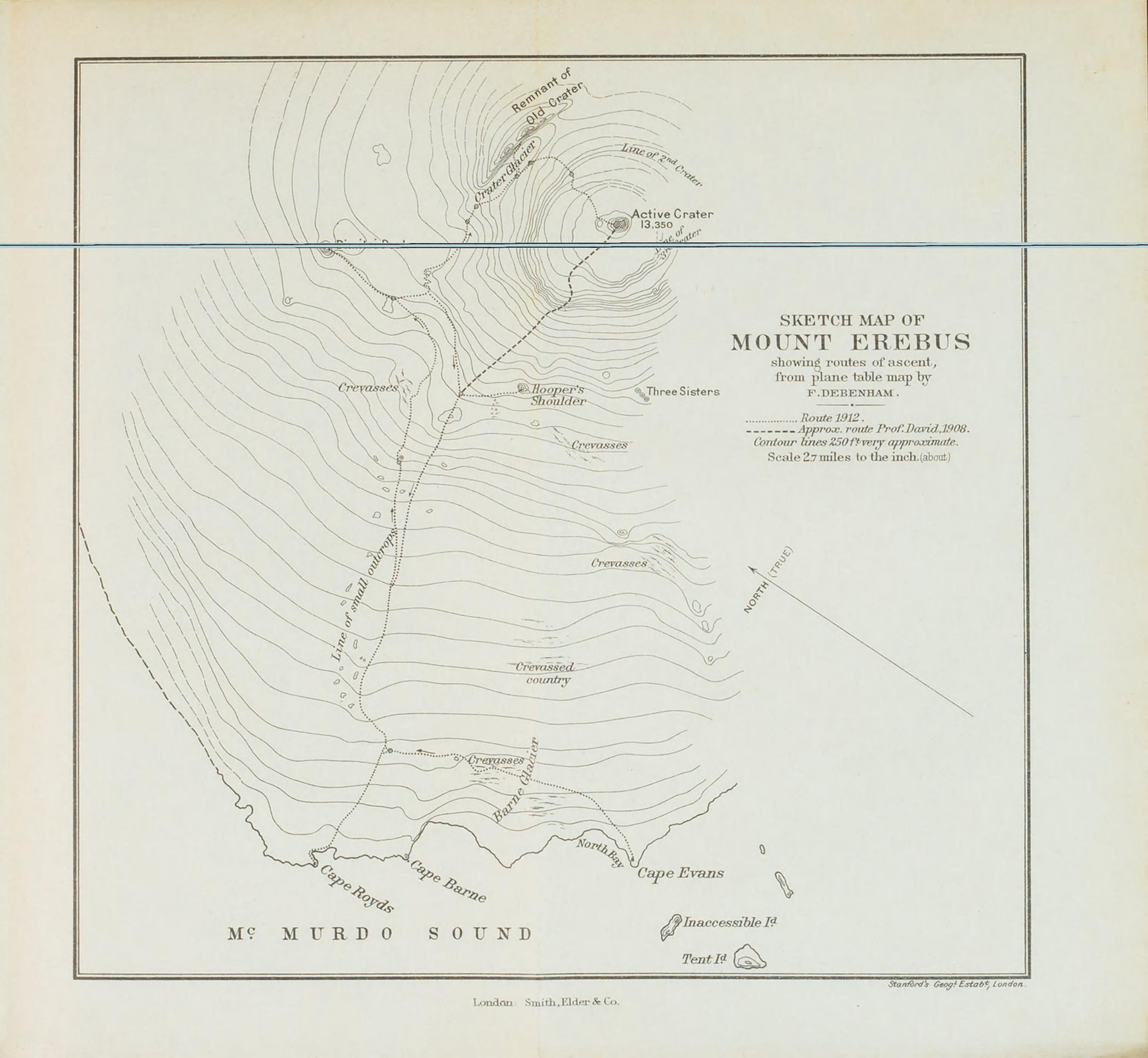
Маршруты ранних восхождений на Эребус. Поход 1908 года показан прерывистой линией

Мыс Ройдс (его координаты 77°30’ ю. ш., 166° в. д.) геологически является отрогом Эребуса, вдающимся в море, — здесь много лавовых полей и гребней, перемежающихся снежными долинами. К югу простирается ледник Барна, стекающий в пролив Мак-Мердо; иными словами, зимовочная база Шеклтона была отрезана от пути на шельфовый ледник Росса по суше. Единственным средством сообщения был ледяной припай, что увеличивало риски экспедиции. После ухода «Нимрода» ледовые поля не сомкнулись, а открытая вода препятствовала началу закладки припасов на весну. Шеклтону надлежало поддерживать моральный дух команды, дать людям цель и держать занятыми.
23 февраля команда вызволяла из-под смёрзшегося снега ящики с припасами, действуя топорами, кирками и ломами. Также было забито 104 пингвина на мясо, что Маршалл назвал в дневнике «отвратительной бойней». Склад свежего мяса теперь насчитывал 129 пингвинов и несколько тюленей. Явно наметился конфликт между Шеклтоном, Адамсом и Маршаллом, последний особенно тяготился дисциплиной и приказами начальства, и заявил, что по контракту со спонсором должен получить место заместителя. Именно тогда Шеклтон поставил целью достигнуть вершину Эребуса. Она находилась на высоте 3794 метра (12 448 футов), но была исследована только до высоты 900 метров летом 1904 года Фрэнком Уайлдом и Эрнестом Джойсом во время экспедиции «Дискавери». Обсуждение планов вели вечером 2 марта Шеклтон, Дэвид, Адамс и Маршалл, а восхождение назначили на 5-е число, по выражению Б. Риффенберга, «в типично шеклтоновской торопливой манере». Вышли в составе Э. Дэвида, Д. Моусона и А. Маккея (собственно, «кратерный отряд») и Э. Маршалла, Дж. Адамса и сэра Ф. Броклхёрста. Одна из групп страховала другую, причём именно Адамс должен был принять решение, выпускать ли вторую группу к кратеру. Ни один из участников восхождения не обладал альпинистским опытом. Накануне выхода издох пони по кличке «Зулус», у которого был сильно поражён желудок.

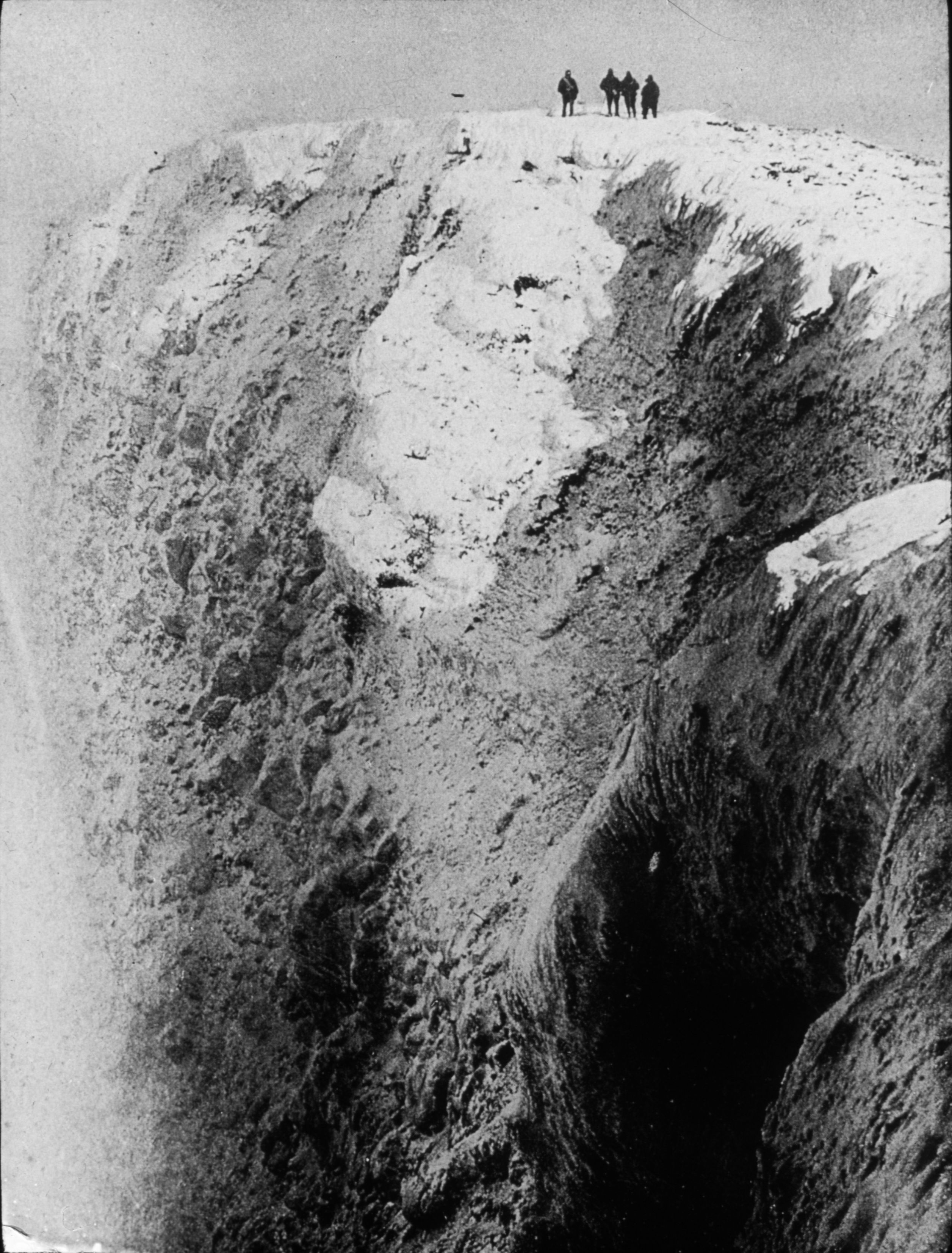
Слева направо: Маккей, Маршалл, Адамс и Дэвид у кратера Эребуса. 9 марта 1908 года

Вся операция заняла неделю, кратерный отряд располагал запасами на 11 дней пути, вспомогательный — на шесть (в сумме 600 фунтов, погружённых на нарты). К шести часам вечера расположились лагерем на высоте 800 м, при температуре −23 °C, на базе было на десять градусов теплее. На второй день, несмотря на большие заструги, препятствующие восхождению, и каменные осыпи, была достигнута высота 1716 м, при температуре −33 °C. Сразу же вскрылся существенный изъян в планировании: на крутом склоне было невозможно буксировать нарты, а в экспедиции не было ни одного рюкзака. Моусон и профессор Дэвид тащили сумки с едой и части от палатки, Маршалл и Броклхёрст также тащили еду в кожаных сумках, подвязывая их сбруей от нарт; Адамс волок кухонный аппарат. На каждого приходилось, по крайней мере, 40 фунтов груза. Наутро Адамс решил, что до вершины должны дойти все. Общий отряд на третий день добрался до точки 2655 м; стоял тридцатиградусный мороз, а начавшаяся метель блокировала экспедиционеров на 32 часа — до четырёх утра 9 марта. Палатка была забита снежной пылью, не было возможности разжечь примус, и путешественники, страдая от жажды, сосали шоколад и галеты. Не имевший полярного опыта Броклхёрст (ему только исполнился 21 год) сильно отморозил ноги, когда справлял естественные потребности; вдобавок, он был единственный, кто остался в ботинках, а не носил лапландские каньги. Его оставили в старом кратере
Наконец, в полдень 10 марта участники восхождения достигли вершины Эребуса; на обходы развалов пемзы и вывалов серы ушло 4 километра. На вершине пробыли 4 часа, причём Адамс сумел провести метеорологические измерения и набрал образцы магматических пород. Моусон описывал кратер как имеющий полмили в поперечнике и глубину не менее 900 футов (275 м); он использовал метод засечек. Маршалл задействовал гипсометр и получил высоту 13 506 футов (4073 м), что было завышенным значением. Моусон сфотографировал увиденное, а далее путешественники скользили на задах по ледяным склонам. Сумки с припасами приходилось бросать первыми, а затем откапывать. Базового лагеря достигли в три часа утра 10 марта, и двинулись в зимовочную хижину. Поскольку началась метель, путешественники бросили сани, и достигли хижины в 11 часов утра 11 марта, в буквальном смысле полумёртвыми от голода и обморожений. У Адамса даже не было сил сказать Шеклтону «да» на вопрос о достижении, и он показал начальнику большой палец. Маршалл стал отпаивать участников шампанским.
За время отсутствия обоих врачей участники экспедиции выяснили причину падежа лошадей: после вскрытия издохшей кобылицы Сэнди оказалось, что в её желудке было 14 фунтов вулканического песка, который лошадь ела вместо соли. Остальным пони быстро поменяли рацион, но было поздно: 13 марта по той же самой причине пал конь Билли. 17 марта издох ещё один пони, а самец Мак был в таком состоянии, что Шеклтон приказал его пристрелить. Лошадей осталось всего четверо; по первоначальному плану, минимально необходимы были 6 тягловых животных. Оставшихся было нужно любой ценой сохранить до весны.

### Зимовка

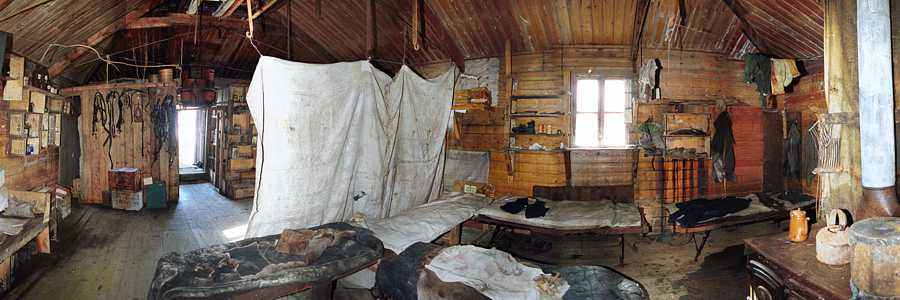
Интерьер хижины Шеклтона в 2000 году

Зимовочной команде, включавшей 16 человек, предстояло разместиться в жилой комнате площадью 9,9 × 5,8 метра, что было меньше, чем жилое помещение Броклхёрста в Тринити-колледже. Из двух окон открывался вид на Эребус и озеро, чья ровная поверхность была удобна для выгула лошадей и футбольных матчей. Подветренная сторона была прикрыта конюшней, изолированной тюками сена и упаковками маиса. Внутреннее помещение было отгорожено упаковочными ящиками, которые использовались вместо мебели. Мюррей сам изготовил длинный общий стол, который занимал весь центр хижины. Когда он не использовался, то подтягивался на блоках к потолку по флотскому обычаю. Кухонная плита питалась антрацитом и топилась круглосуточно, поскольку обогревала всё помещение. Именно здесь кок Робертс готовил три раза в день горячую пищу, каждый день пёк хлеб и растапливал лёд на воду. Средняя температура в доме была лишь на 60—70 градусов Фаренгейта выше, чем на улице. Освещался дом четырьмя ацетиленовыми горелками, газ для которых вырабатывался из карбида; газовый генератор разместили в тамбуре. Быт в экспедиции Шеклтона разительно отличался от порядков, принятых в экспедициях Р. Скотта. Граница между офицерами и нижними чинами отсутствовала, все участники экспедиции обладали равными правами, а Ф. Броклхёрст свидетельствовал, что «Шеклтон умел сделать разных людей одной командой и давал почувствовать полезность для общего дела, пусть это было и не так». Адамс также отмечал, что Шеклтон умел внушить «почти сверхъестественную» веру в себя. Для начальника выгородили угол справа от входа, который служил библиотекой; Шеклтон не хотел жить вместе со своими людьми, чтобы не давить на них круглосуточно своим авторитетом. Он не настаивал на формализме в общении, его называли «Босс». Кроме того, Шеклтон боролся с британским шовинизмом и настоял, чтобы к австралийцам относились так же, как и англичанам. Для зимовщиков были выделены блоки 6 × 7 футов, в которых располагались по двое. Для перегородок служили ящики или растянутые одеяла. Ближе всех к Шеклтону располагались Адамс и Маршалл; Адамсу же принадлежало полное собрание сочинений Диккенса. Маршалл держал у себя аптеку и его загородка служила амбулаторией. На своей занавеске художник Марстон изобразил в полный рост портреты Наполеона и Жанны д’Арк, а для Марстона и Дэя — горящий камин с цветочной вазой на полке.
Экспедиция располагала литографским прессом и печатным станком, которые установили в выгородке Джойса и Уайлда (на занавеске для них Марстон изобразил двух пиратов, пьющих пиво). Пристли забил свой угол образцами пород и окаменелостей, а также геологическими инструментами. Тёмная комната фотолаборатории соседствовала с научным уголком Моусона и Дэвида. Моусон мог проявлять и печатать как с фотопластинок, так и с плёнок. У Шеклтона было 9 фотоаппаратов разных типов, имелась камера для изготовления стереопар и телеобъектив; свои аппараты были и у других участников. Маршалл распоряжался кинокамерой и отснял не менее 4000 футов киноплёнки. Фотографировали чаще всего Броклхёрст и Моусон, которые пришли к выводу, что в условиях полярной зимы удобнее павильонные камеры с фотопластинками, поскольку плёнка замерзала и становилась хрупкой на морозе, а затворы объектива и перемотку заедало. В помещении было темно, и для съёмок людей требовалась длительная выдержка.

Антарктическая зима 1908 года
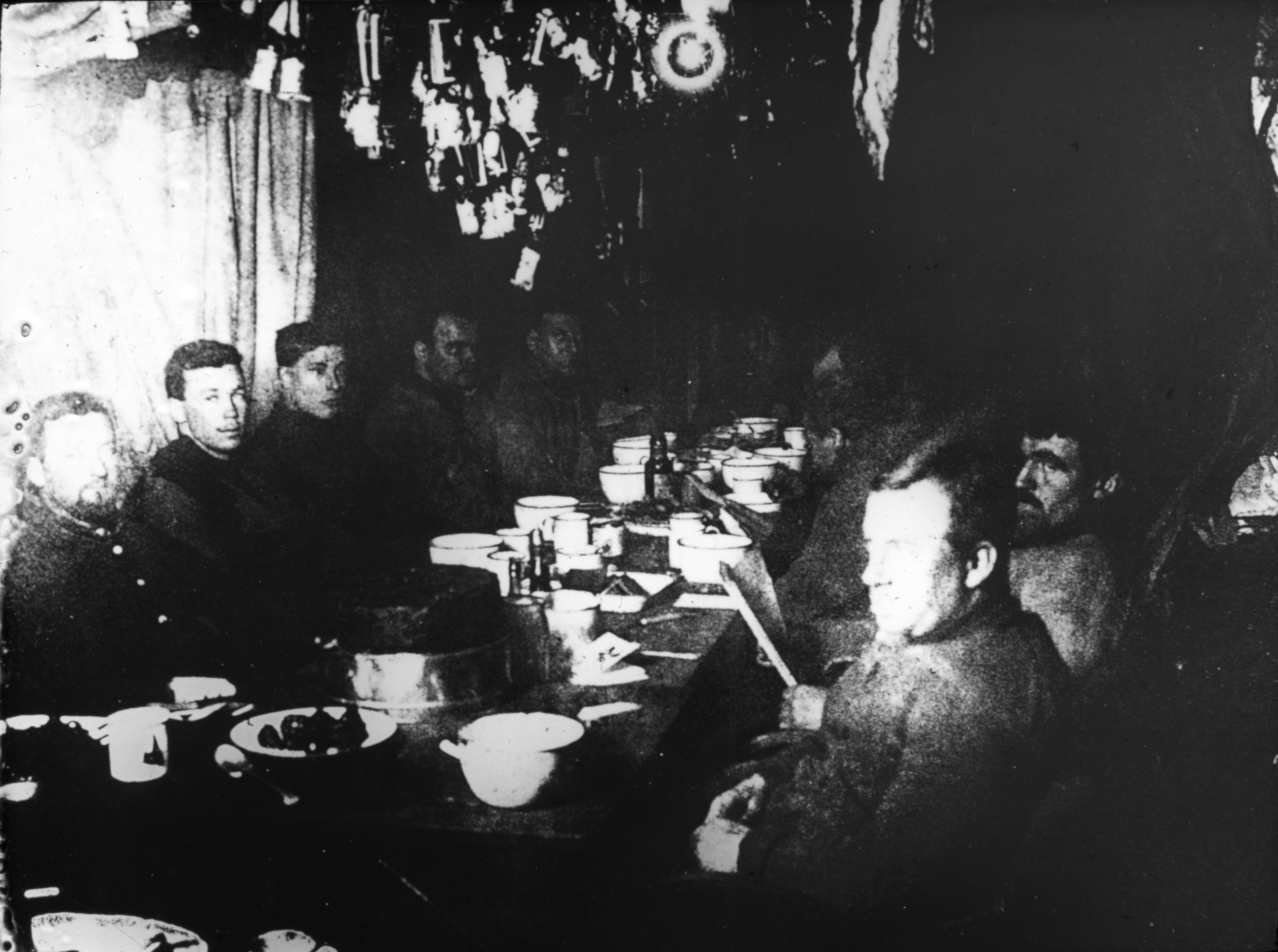
Обед
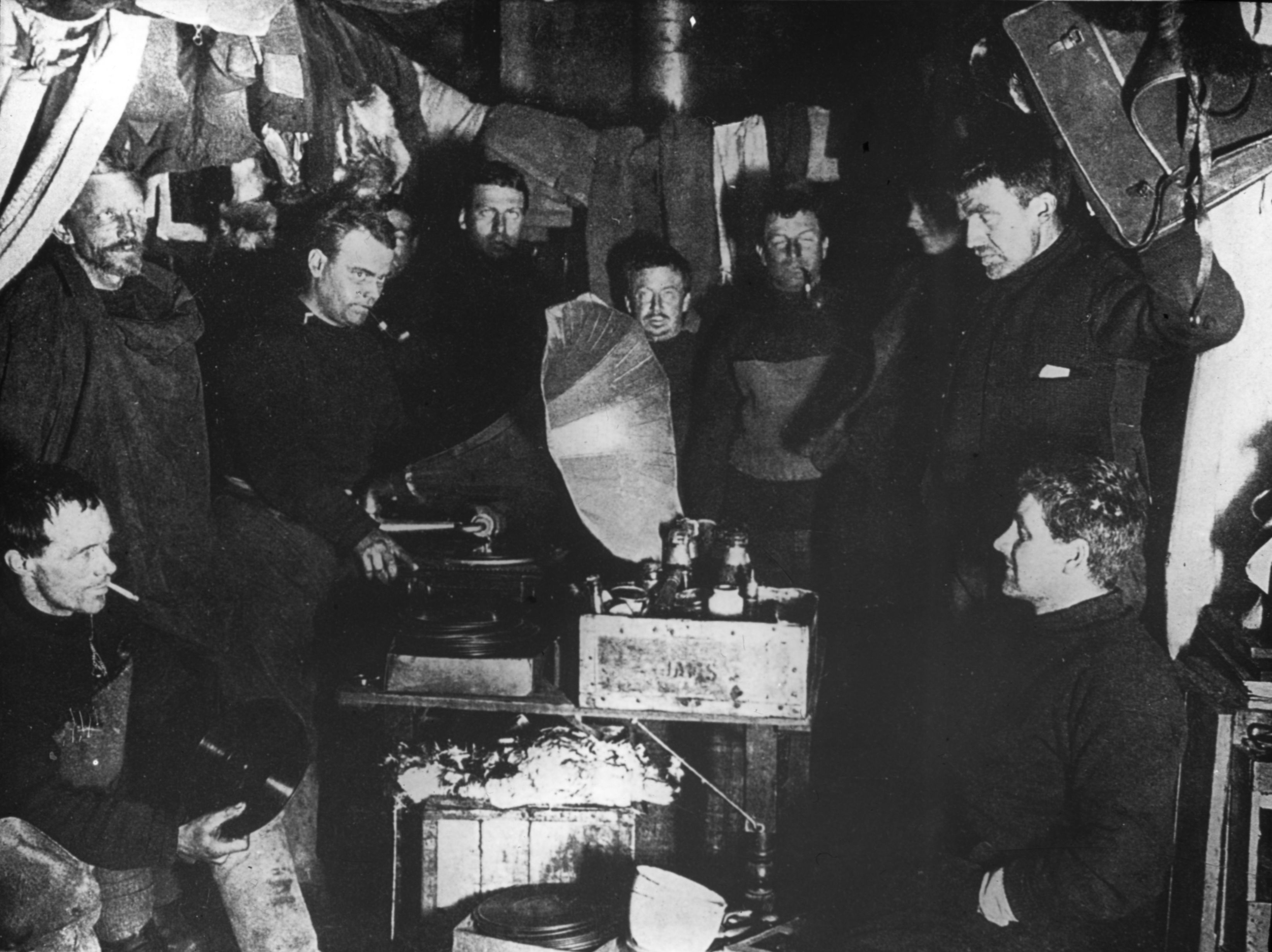
Музыкальное развлечение
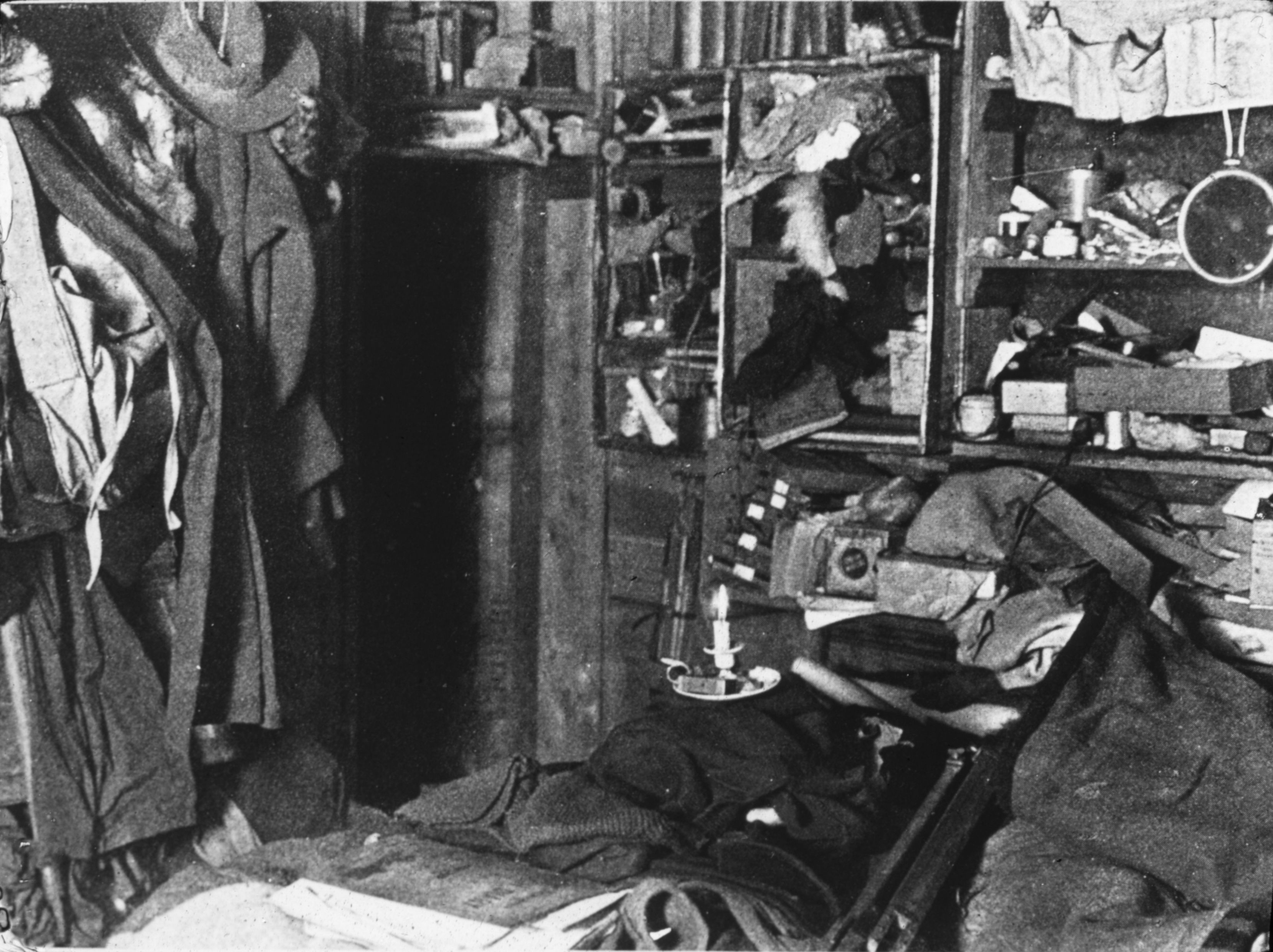
Каюта Дэвида и Моусона
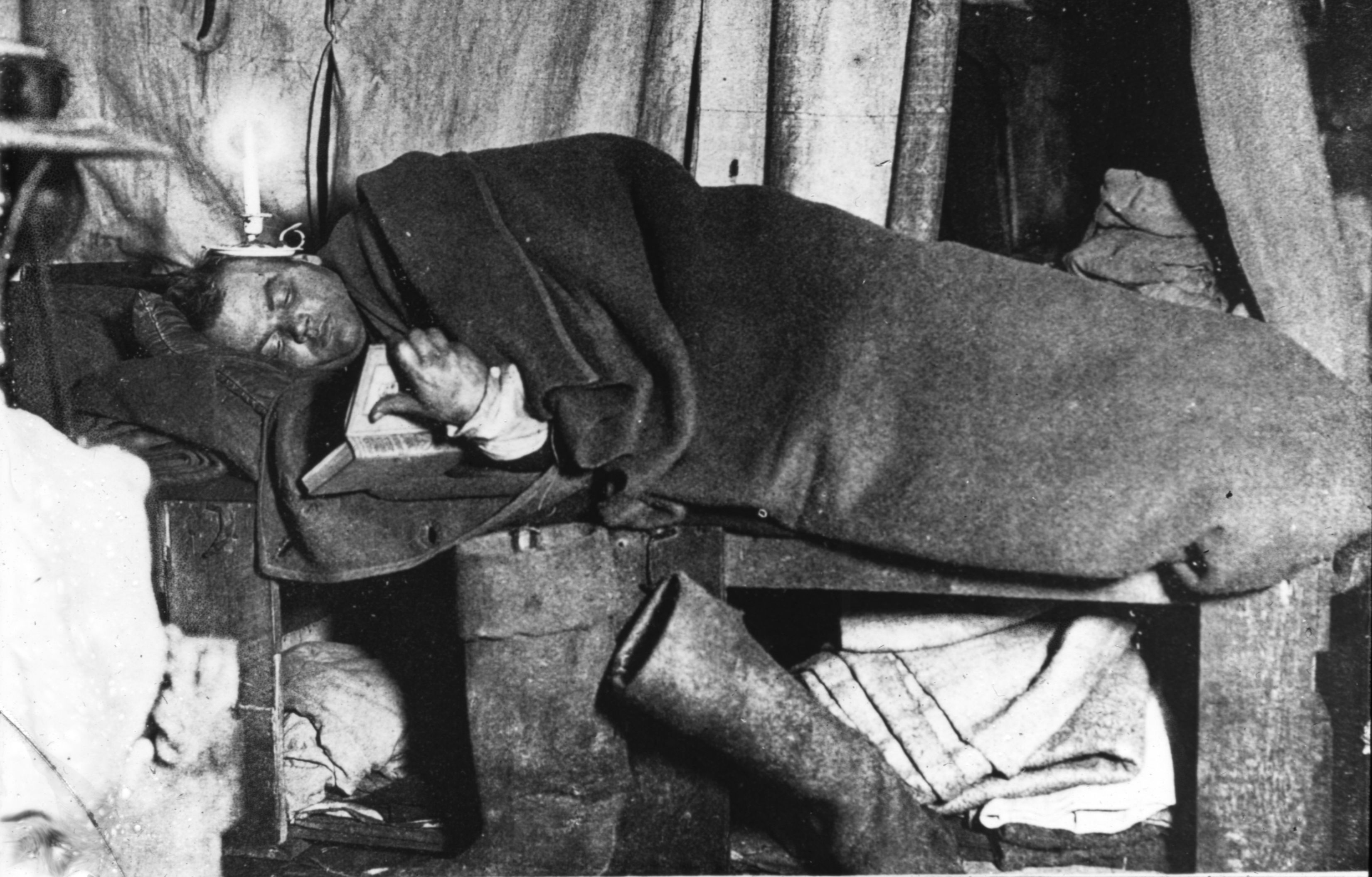
Марстон читает при свете свечи

Быт был размеренным: раз в 14 дней каждый экспедиционер нёс «чёрную» кухонную вахту: таскал уголь для печи, лёд для растапливания (только одна конюшня требовала большого количества воды), помогал убирать и мыть посуду, трижды в день накрывать на стол (а также поднимать и опускать его). Во время полярной ночи команда выпускала печатный журнал Aurora Australis, общий тираж которого достигал 90 экземпляров (его печатали для будущих коллекционеров). В журнале помещали как серьёзные статьи, так и шутливые материалы всех участников экспедиции, иллюстрировалось всё Джорджем Марстоном. Важным элементом психологической разрядки были празднования дней рождения участников экспедиции. Научные работы шли непрерывно, причём не только по утверждённым программам, так Моусон, Броклхёрст и Марстон экспериментировали с фотопластинками и фотоплёнками на морозе и с их проявкой с использованием морской воды. Сильной стороной Шеклтона как руководителя было умение делегировать задания и полномочия, что в результате не требовало мелочного контроля. Профессор Дэвид был вторым признанным лидером команды, всегда тактичным «миротворцем»; в научную сторону экспедиции Шеклтон не вникал вообще. Вероятно факт, что Дэвид, Моусон и Маккей хорошо ладили, стал для Шеклтона достаточным основанием, чтобы направить их на исследование Южного магнитного полюса. Открытых столкновений почти не было, только 3 августа повар Робертс схватил за горло Маккея, который поставил ногу на его ящик, чтобы зашнуровать ботинок. В конфликт вмешались Маршалл с Моусоном, и он не получил развития.
Важнейшей задачей была подготовка к походу на Южный полюс. Шеклтон хотел взять с собой шестерых спутников, но в апреле Броклхёрсту пришлось ампутировать большой палец на ноге. Босс перевёл его после операции в свою каюту, а сам поселился среди подчинённых. Тягловыми животными заведовали Армитедж и Пристли, в их задачу входил регулярный выгул пони и собак и подготовка их к работе на морозе. Врач Маршалл рассчитывал пайки и упаковывал провиант. Основой рациона был пеммикан, однако имелись фруктовые и овощные консервы, сухое молоко, какао и чай. Маршалл настоял, что все члены экспедиции должны ежедневно употреблять свежую тюленину и пингвинятину для профилактики цинги, поскольку он не признавал научных теорий того времени. При всей полезности для экспедиции, он постоянно укорял Шеклтона, что тот не проводил по воскресеньям церковных служб. Тем не менее, его включили в полюсный отряд, сокращённый до 4 человек — численность определялась числом выживших лошадей. Из полюсного отряда исключили Джойса, поскольку Маршалл нашёл у него миокардит на ранней стадии. Шумы в сердце были и у Шеклтона.

### Поход Южной партии

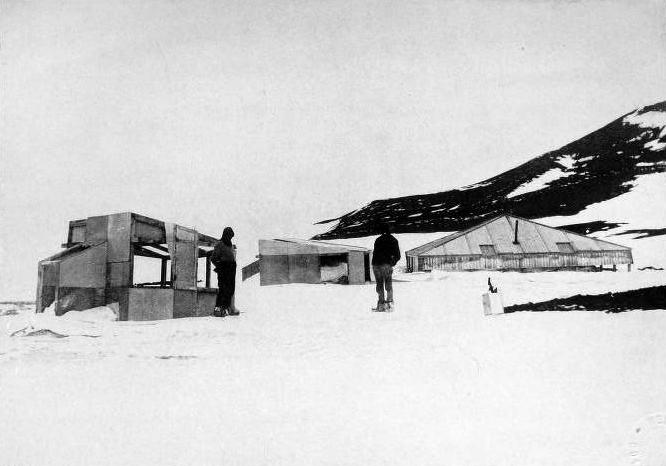
Шеклтон на руинах лагеря Скотта на мысе Хат. 14 августа 1908 года

#### Весенние путешествия
Исходя из опыта экспедиции «Дискавери», Шеклтон собирался выйти в конце октября. Это давало два месяца на предварительную заброску припасов. 12 августа Шеклтон, Армитедж и Дэвид отправились на Хат-Пойнт с одним пони, и достигли места назначения 14-го числа. Пони вернули обратно, а экспедиционеры впряглись в нарты сами. Далее они выступили на Барьер и убедились, что его поверхность покрыта мягким снегом, что делало её непригодной для автомобиля. Во время пятидневной пурги экспедиционеры приводили в порядок хижину Скотта, и лишь 22 августа вернулись на мыс Ройдс. С конца августа челночные рейсы на Хат-Пойнт стали еженедельными, в ходе них участники «притирались» друг к другу в упряжке. Судя по дневнику Пристли, Адамс оказался богохульником. К концу сентября были полностью укомплектованы запасы для 91-дневного полюсного похода. Определяющим по весу был корм для пони, исходя из нормы 10 фунтов маиса, гороха и жмыха в день на каждое животное. Закладка базового склада началась 22 сентября, его предстояло разместить на 79° 36' ю. ш. в 193 км (120 милях) от зимовья. Далее следовало постепенно облегчать груз, закладывая припасы в «депо», обозначенные буквами латинского алфавита; они должны были обеспечить возвращение группы. В путь выступили Шеклтон, Адамс, Маршалл, Уайлд, Джойс и Марстон, точки склада «А» они достигли 6 октября. Склад был помечен чёрным флагом и перевёрнутыми нартами. Несмотря на сильную непогоду, 13 октября они вернулись, сохранив всех животных, причём на последнем этапе перевозки на дистанцию полутора миль осуществлял Дэй на своём автомобиле.
Перед отправлением, Шеклтон передал командование Мюррею и оставил инструкцию следующего содержания:

В случае невозвращения Южной партии к 25 февраля, вам предлагается выгрузить на берег у мыса Ройдс достаточное количество угля и провизии для партии из семи человек на один год. Затем вы должны предложить команде выделить трёх людей, которые пожелали бы добровольно остаться. <…> 1 марта судно должно отправиться ко входу в пролив Мак-Мердо, чтобы ознакомиться с ледовой обстановкой. Если там не будет тяжелых плавучих льдов, которые могли бы задержать судно, оно может ещё раз вернуться к мысу Ройдс. Я полагаю, что самый крайний срок, до которого вы должны оставаться — 10 марта 1909 года, так как, если мы не вернёмся к этому времени, то, очевидно, с нами случилось несчастье.

#### Путь к полюсу
Полярная группа стартовала 29 октября; её сопровождал Дэй, к машине которого прицепили двое саней. В группу сопровождения вошли Джойс, Марстон, Армитедж, Броклхёрст и Пристли. Каждый участник полярной партии погонял свою лошадь: Уайлд — Сока, Адамс — Чайнамена, Маршалл — Гризи и Шеклтон — Куана. Шеклтон рассчитал, что по меридиану путь на полюс и обратно составит 2765 км (1719 миль). По плану на его преодоление требовался 91 день, для чего дневной переход должен был составлять 30 км (18 миль). График расстроился непосредственно после старта: рыхлый снег, травмы пони и людей резко сократили дневные переходы (Адамс повредил колено — его лягнул собственный пони). Пришлось остановиться на мысе Хат, а Шеклтон поспешил обратно на базу за дополнительной кукурузой, солью и проволочными поводьями, так как пони сжевали кожаную упряжь. Далее был сильный снегопад, и окончательный выход состоялся 1 ноября. Уходящую полярную команду сфотографировал Броклхёрст.

Карта-схема основных этапов похода группы Шеклтона

Из-за рыхлого снега пони проваливались по брюхо, что сильно сдерживало передвижение, поскольку изнуряло животных. Пришлось заложить в склад часть снаряжения, в том числе 100 фунтов керосина; недостаток топлива мог оказаться критическим, поскольку людям и пони после тяжёлого дневного перехода требовалось много воды, получаемой растопкой льда, а также тёплая пища. Тем не менее, к 4 ноября удалось проходить в день по 16 миль. Далее начальник экспедиции вынужден был сократить переходы до 13½ миль в день, соответственно, уменьшив пайки людям и лошадям, что должно было увеличить автономность группы до 110 дней. Причиной стало то, что после 7 ноября пришлось простоять 48 часов из-за сильной пурги. Передвижение сдерживалось физическими возможностями лошадей: во время переходов они потели, их надо было обтирать, покрывать попонами на ночь и возводить снежные стены от ветра во избежание замерзания. 9 ноября у Шеклтона случился сильный приступ снежной слепоты. Достигнув склада «А», люди размешали конский рацион в горячем пеммикане и варево пришлось им по вкусу. Несмотря на это, Шеклтон считал, что условия выгодно отличаются от похода вместе со Скоттом шесть лет назад. Первого пони пришлось пристрелить 21 ноября на 81° ю. ш., его мясо было заложено в склад «В», и частично съедено. За счёт новой диеты четыре дня подряд удавалось делать по 17 миль за переход. Рекорд Скотта 82°17′ ю. ш. команда преодолела 26 ноября, на 29-й день похода (в 1902 году на это потребовалось 59 дней). В этот день Маршалл со второй попытки удалил Адамсу больной зуб.
Далее путь пролегал по неизвестной территории. Ледовые и погодные условия сильно ухудшились, это стоило жизни ещё двум пони (Гризи и Куану). Прямой путь по меридиану был прерван Трансантарктическими горами, Шеклтон беспокоился, что придётся совершать восхождение. Однако 3 декабря было замечено сильное свечение на юго-востоке, которое оказалось отражением солнечного света от пологого ледника. По выражению Уайлда, ледник простирался перед путешественниками как «столбовая дорога к полюсу». Вновь открытая гора получила имя Хоуп — Надежды. Леднику было дано имя Бирдмора — в честь главного спонсора экспедиции. Восхождение по нему началось 5 декабря, несмотря на изломанный рельеф и глубокие трещины. Шеклтон вновь пострадал от снежной слепоты и главным проводником сделался Уайлд.
7 декабря последний пони провалился в ледниковую трещину. По случайности, оборвались постромки, и нарты со снаряжением удалось сохранить. Падения в трещины (неизбежные без лыж) исчислялись десятками и подавляли экспедиционеров. Теперь людям пришлось тащить на себе тяжёлые грузы челночным способом, что сильно увеличивало сроки похода, несмотря на хорошую погоду. Усталость и голод (в пищу пошли рационы для лошадей) приводили к конфликтам людей и развитию психозов, что отразилось в дневниках членов экспедиции. Вдобавок, за ненадобностью выбросили ступку и пестик для измельчения гороха и теперь пришлось тащить с собой камни, которыми растирали маис и другие твёрдые корма. Из-за недостатка керосина приходилось есть их полусырыми. 12 декабря удалось пройти всего 3 мили: под ярким солнцем экспедиционеры потели и страдали от жажды, поскольку не могли растопить больше льда, чем позволял отмеренный запас керосина. Шеклтон в этих условиях не стал давить на своих людей, а подавал им пример выносливостью и оптимизмом. 25 декабря было достигнуто устье ледника на высоте 3300 м над уровнем моря, что было отпраздновано «пиром»: начальник выдал двойную порцию пеммикана, плам-пудинг и сигары. Но даже в этом случае они получали 2000 килокалорий в день, а тратили при перетаскивании грузов на морозе на высокогорье не менее 6000. Экспедиционеры находились в 461 км от Южного полюса. Здесь была проведена ревизия запасов, которая выявила, что провианта осталось на месяц. Это означало, что достигнуть полюса не удастся, но Шеклтон не пожелал смириться с этим обстоятельством, ещё более сократив рацион. Всё снаряжение, без которого можно было обойтись, было оставлено на леднике.

Поход к Южному полюсу
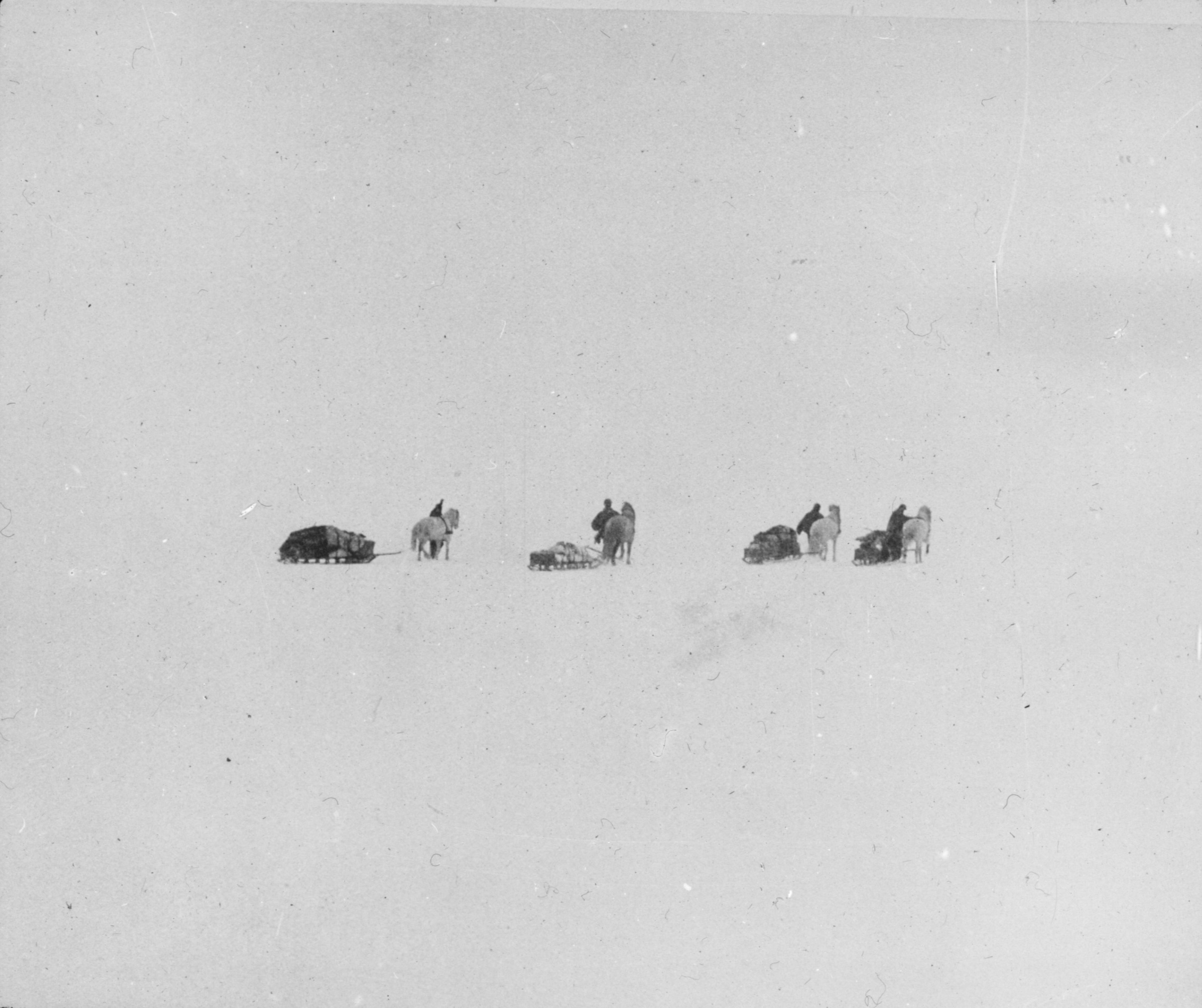
Шеклтон, Уайлд, Адамс и Маршалл со своими пони на старте. 1 ноября 1908 года
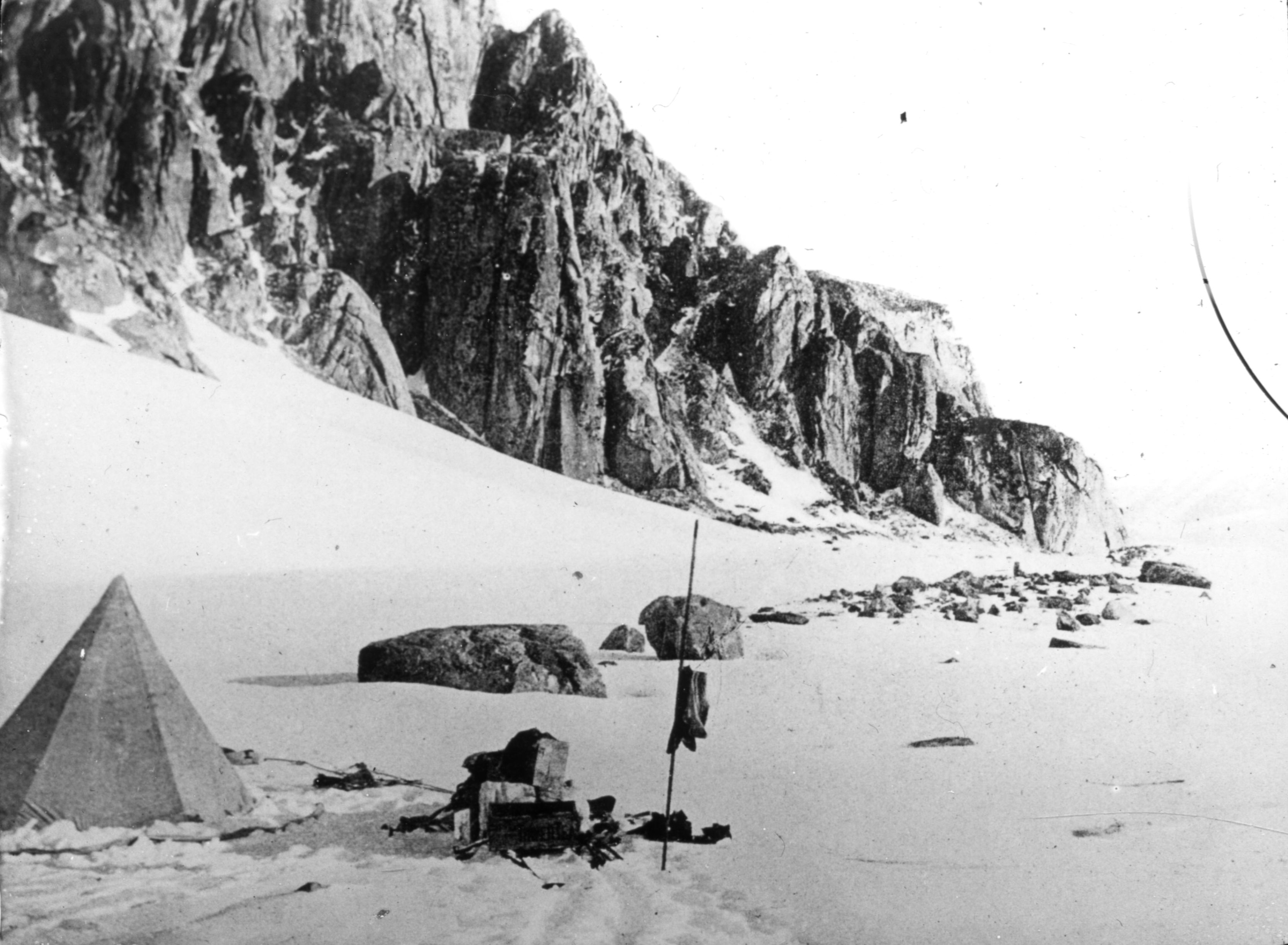
Лагерь у склада «D»
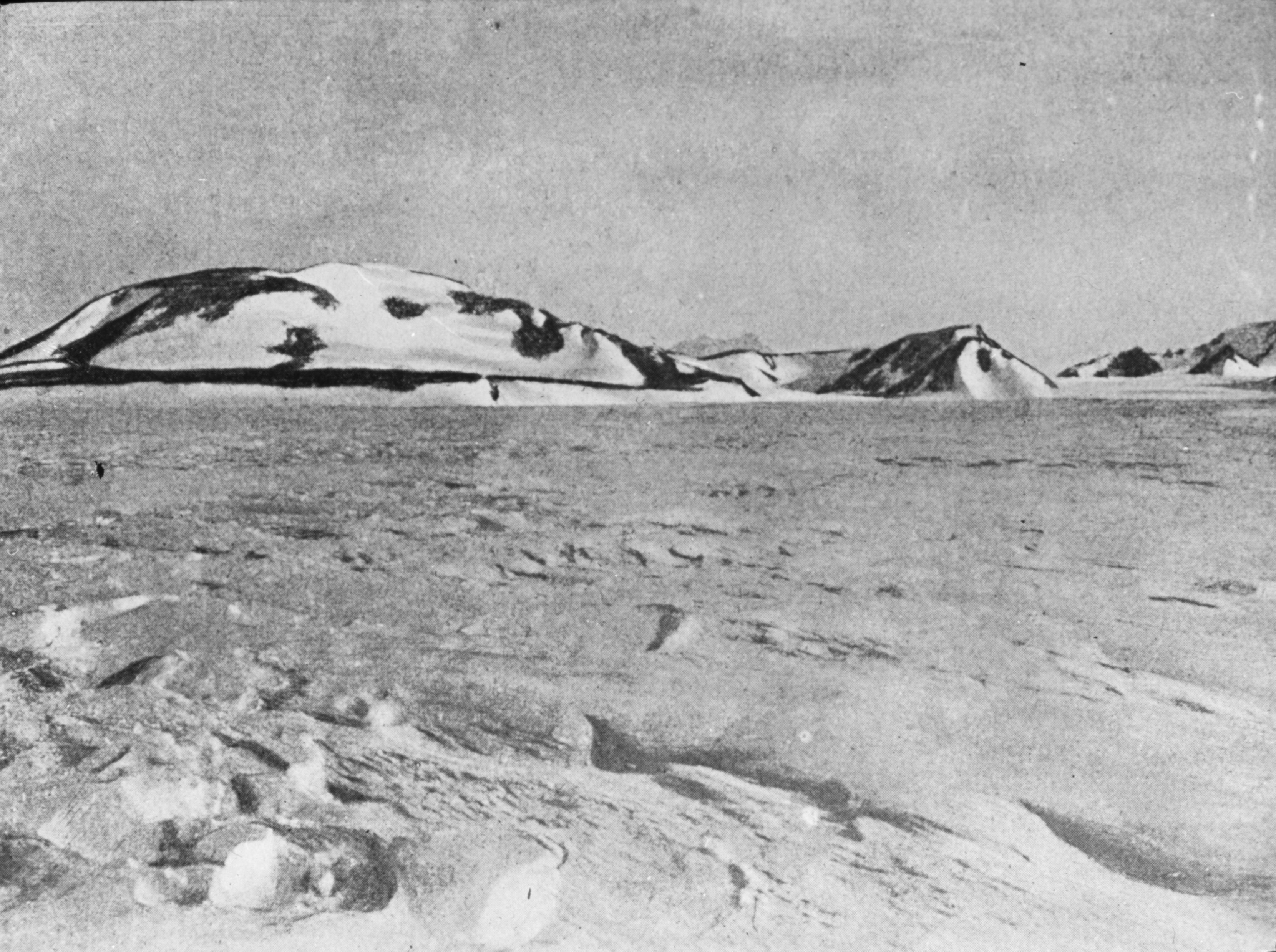
«Врата» ледника Бирдмора
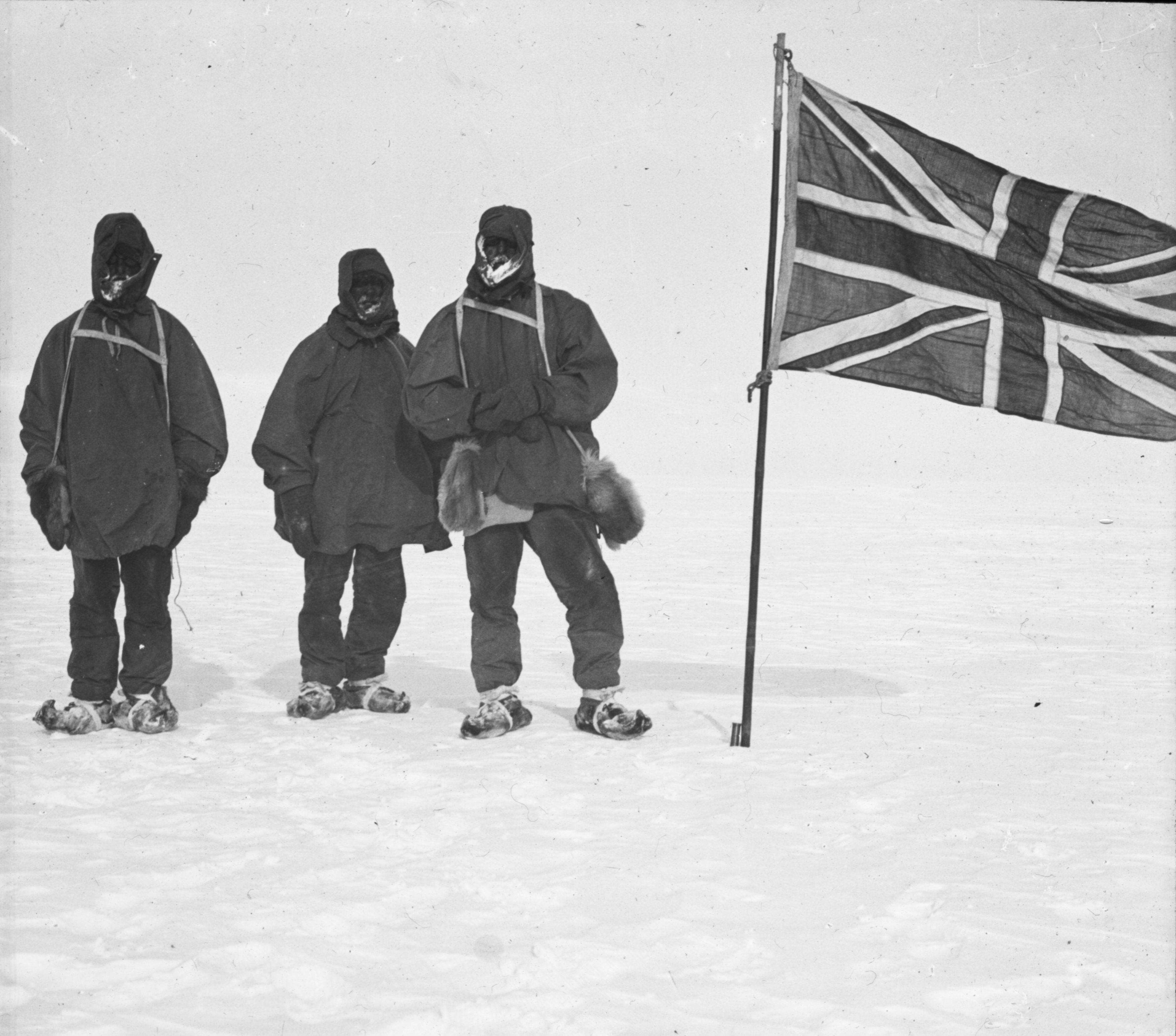
Спутники Шеклтона на 88°23' ю. ш. 9 января 1909 года

27 декабря экспедиционеры вышли на Полярное плато на высоте 3500 м. Люди были сильно истощены: 29 декабря Маршалл произвёл медицинский осмотр группы и установил, что температура тела у всех понизилась на 3—4 °С по сравнению с нормой. Адамс и Шеклтон страдали от горной болезни. Палатка была изношена, прохудилась обувь, а спальные мешки пропитались инеем и плохо защищали от ночных холодов. О бытовых невзгодах Шеклтон писал:

Если бы мы знали наперёд, с какими холодами придется иметь дело во время этой экспедиции, то захватили бы по крайней мере пару ножниц, чтобы подстригать бороду. Влага от дыхания скапливалась и замерзала на бороде, а затем капала на фуфайку, образуя слой льда, который так примерзал к белью, что на стоянке фуфайку трудно было снять.
31 декабря 1908 года начался сильный шторм при температуре −26 °C, однако даже встречный ветер не помешал достичь в Новый год широты 87°06′. Поход был остановлен Маршаллом в 17:30 из-за сильнейшей головной боли у Шеклтона. В тот день все участники похода записали в дневнике, что не дошли 1 мили до точки, зеркальной достигнутой Робертом Пири в Северном полушарии. Все участники команды использовали для измерений географические мили, а не статутные.

#### Обратный путь к острову Росса

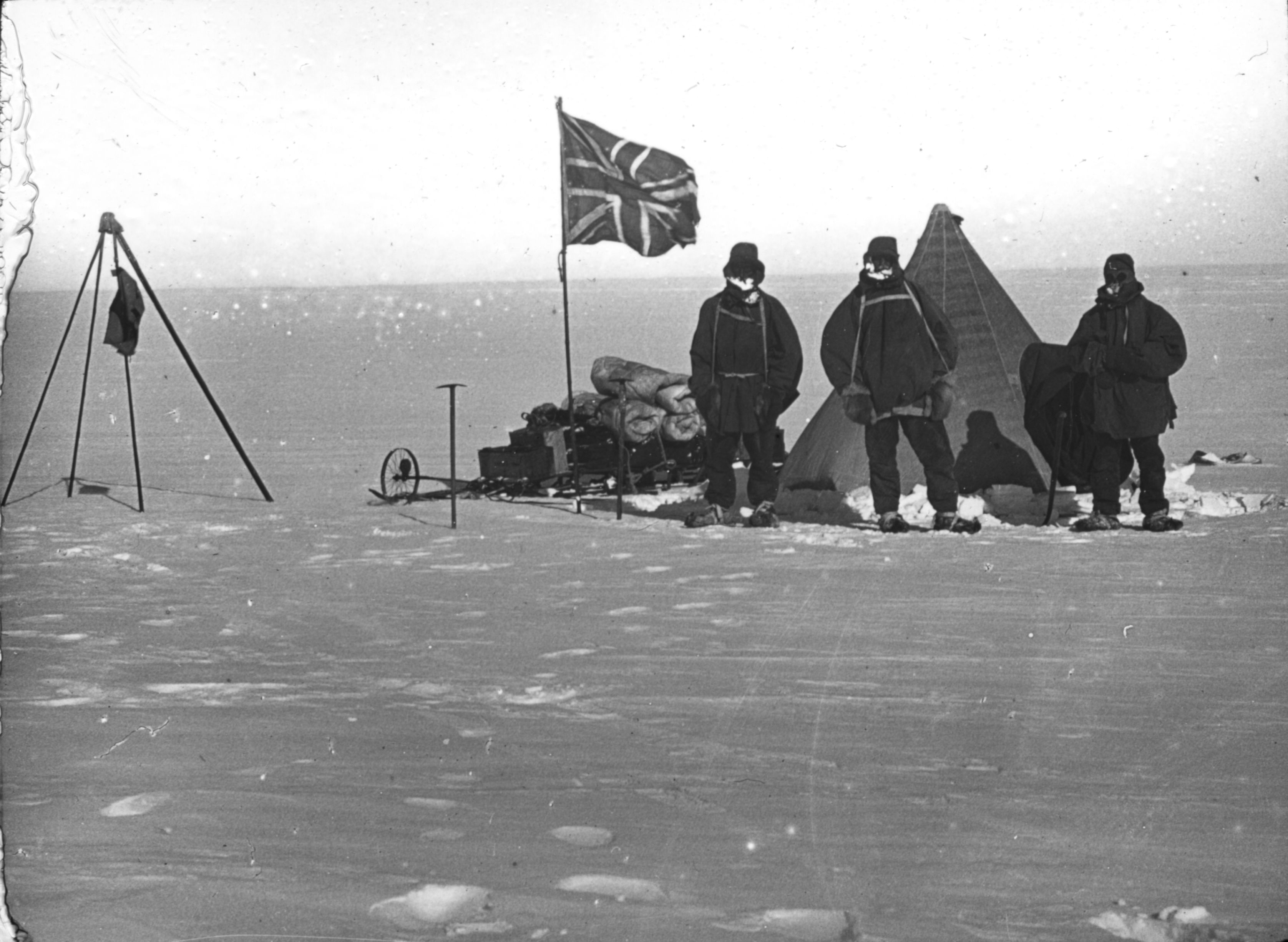
Лагерь команды Шеклтона. Хорошо виден каркас палатки и колесо одометра на нартах

2 января 1909 года Шеклтон записал в дневнике:

Я не могу думать сейчас о неудаче и вместе с тем должен взглянуть на дело разумно и не рисковать жизнью моих спутников. Чувствую, что если мы зайдем слишком далеко, то при таком состоянии пути не доберёмся назад. Тогда все результаты экспедиции будут потеряны для человечества. Сейчас можем с уверенностью сказать, что Южный полюс находится на самом высоком плоскогорье мира. Наши геологические и метеорологические наблюдения принесут много пользы науке, но, конечно, это ещё не достижение полюса! Возможности человека ограничены, а нам приходится сейчас бороться против неодолимых сил природы.
Вечером 3 января Шеклтон устроил общее совещание. На следующий день по первоначальному плану команда должна была достигнуть Южного полюса. Неизвестно, как было организовано голосование: по косвенным данным, Адамс и Уайлд были готовы идти за Боссом до конца, но Маршалл усомнился в его физических возможностях. В полдень 4 января Маршалл провёл медицинский осмотр. Его клинический термометр показал значение ниже 34 °C, больше делений не было предусмотрено шкалой. Шеклтон был вынужден поставить новую цель: достигнуть хотя бы символической точки в 100 географических миль от полюса (185 км). Люди быстро сдавали, и 9 января 1909 года на 88°23′ ю. ш. и 162° в. д. Шеклтон поставил «Юнион Джек», вручённый ему перед отплытием королевой. В снегу был захоронен латунный цилиндр с первым отчётом об экспедиции. Полярное плато было им названо в честь короля Эдуарда VII. Шёл 73-й день похода.
Спутники Шеклтона очень высоко отзывались о решении командира повернуть обратно. Дж. Адамс позднее признавался, что «если бы остались там хотя бы на час дольше, мы бы уже не вернулись». Сам Босс уже после возвращения откровенно сказал жене, что «живой осёл лучше дохлого льва». Воодушевление позволяло изнурённым людям пешком преодолевать огромные расстояния: 17 января группа прошла 36 км, 18 — 42 и 19 января — 47 км. Такие темпы объяснялись и тем, что члены экспедиции шагали налегке, не обременённые запасами провианта и снаряжения, их подстёгивал факт, что до склада оставалось не более 12 дней пути. В дневниках всех участниках похода расстояние опять начинает обозначаться в статутных милях. 20 января команда Шеклтона начала спуск с ледника Бирдмора, имея запасов на 5 дней, чтобы достичь склада «D» у его подножья.
Состояние людей непрерывно ухудшалось, самым критическим было самочувствие Шеклтона: у него прохудилась обувь, ноги были изранены сильнее, чем у всех, он иногда терял сознание из-за головных болей. Записи в дневниках членов экспедиции стали лапидарными: у людей попросту не было сил. Начальник оправился только к 24-му числу, причём демонстрировал симптомы сердечного заболевания. В этот день переход в 16 миль занял время от 6:45 до 21:00. 27 января Маршалл был вынужден выдать всем членам команды кокаин, чтобы можно было продолжать движение, невзирая на голод и боли в конечностях. Все упали от изнеможения в трёх милях от склада, к тому времени никто не ел в течение 30 часов. Маршалл рискнул в одиночку дойти до склада и принёс товарищам четыре фунта мяса пони, сыр, пеммикан, галеты и табак.
30 января вся команда испытала симптомы желудочного расстройства, из-за чего с 31 числа все могли питаться только сухарями. Маршалл полагал, что это дизентерия или энтерит. Шеклтон полагал, что причиной являлось употребление в пищу испортившегося мяса пони, и, наполовину шутя, говорил, что это «месть несчастных животных». Ослабленных людей выручал только попутный ветер. Все были истощены до того, что Шеклтон писал в дневнике, как во время сна на ледяной поверхности болят все кости, не прикрытые мускулатурой и подкожным жиром. 18 февраля были замечены поставленные ранее вехи, а 23 февраля команда добралась до склада Блафф, пополненного командой Джойса. Здесь люди Шеклтона смогли подкрепиться сливами в сиропе, сухофруктами, яйцами и бараниной.
Шеклтон считал крайней точкой безопасного возвращения 1 марта, эта дата была обозначена в оставленной им Мюррею и Джойсу инструкции. Продвижение группы задержалось на сутки сильным бураном, а 27 февраля врач Маршалл слёг с тяжелейшими желудочными симптомами. До базы оставалось 38 миль (61 км). Шеклтон решил вместе с Уайлдом пробиваться к базе в надежде, что пришёл «Нимрод» и можно будет спасти Маршалла и Адамса; с собой они взяли только компас и спальные мешки. Поздней ночью 28 февраля они добрались до мыса Ройдс; из-за нервного напряжения экспедиционеры не могли спать, и двигались в течение 36 часов. Результаты обескураживали: «Нимрод» ушёл в море.

### Эвакуация Западной, Северной и Южной групп

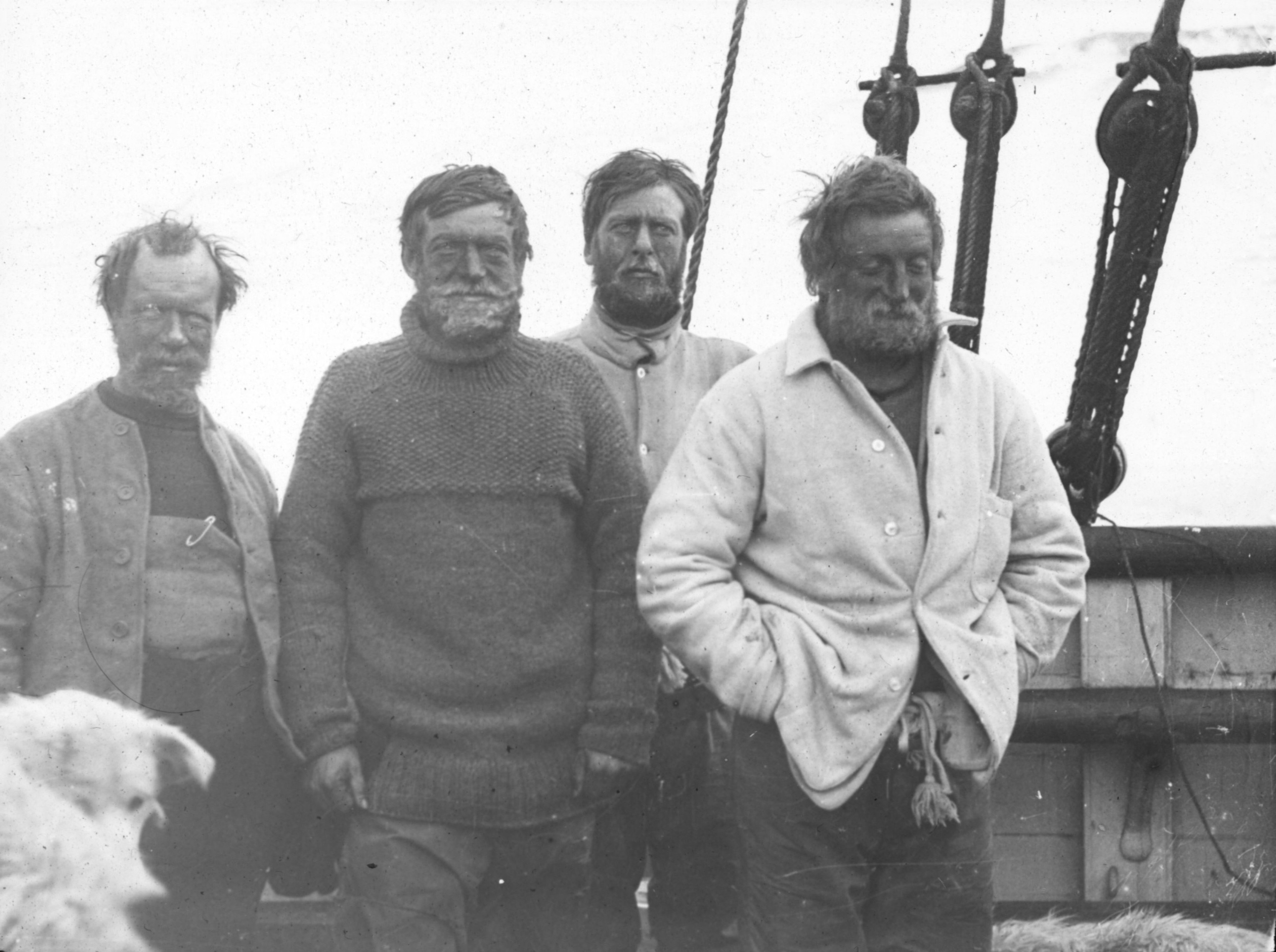
Полюсная команда на борту «Нимрода» после возвращения. Слева направо: Уайлд, Шеклтон, Маршалл, Адамс

Несмотря на негативную репутацию экспедиции в прессе, новозеландские корабелы помогли отремонтировать баркентину и снарядить её для эвакуации Шеклтона: капитально отремонтировали гребной вал и винт, рулевое устройство, и перестроили жилые помещения для экипажа. Сбору средств немало содействовали шурин начальника экспедиции Герберт Дорман, агент Джозеф Кинси и Энеас Макинтош, который вновь пошёл в Антарктиду. 1 декабря 1908 года «Нимрод» покинул Литтелтон, и до 20-го шёл под парусами, экономя топливо. Пары́ развели только при прохождении полей паковых льдов. В виду острова Росса, Макинтош 3 января высадился с тремя моряками на лёд, желая поскорее достигнуть базы. Поскольку припай был сильно изломан, только 20 января измученные и страдающие снежной слепотой путешественники добрались до зимовья, пропустив мыс Ройдс в тумане ещё 11-го числа. «Нимрод» подошёл к берегу намного раньше — 5 января, сообщив Мюррею, что Макинтош пропал. Джойс, Дэй и Рич на следующий день пытались отыскать его группу с собаками. Далее «Нимрод» был надёжно принайтовлен к кромке припая. 23 января начался распад ледяного поля, вынудив нового командира — Эванса (Дэвис был оставлен старшим помощником) — выйти в море. Через два дня были сняты с льдины Броклхёрст, Пристли и Армитедж.
По инструкции Шеклтона 1 февраля следовало эвакуировать Северную группу Дэвида. Проблема заключалась в том, что никто не мог предсказать, где именно находились Дэвид, Маккей и Моусон. В инструкции говорилось, что в случае, если их не будет в оговорённой точке, следует искать людей на восточном побережье Земли Виктории, что давало зону в 200 миль длиной. Это было чрезвычайно опасно в двух отношениях: не существовало точных карт побережий с промеренными глубинами, и действия судовой команды ограничивались запасом угля. Эванс и второй помощник Ингланд приняли решение ограничиться зоной мыса Вашингтон в 50 милях севернее ледника Дригальского. Поиски начались 1 февраля и оказались настолько сложными, насколько ожидалось. Берег был почти недоступен из-за быстрой смены ветров и течений, а также полей битого льда. Офицеры почти круглосуточно дежурили с биноклями и зрительными трубами. При этом каменная пирамида на острове Депо замечена не была. После шторма у ледника Норденшельда, баркентина ушла в открытое море. 3 февраля разразилась снежная буря, и был достигнут мыс Вашингтон. В тот же день Дэвид, Моусон и Маккей приняли решение перейти на остров Депо, а если их не найдут, пройти по морскому льду на мыс Ройдс. Однако уже 4 февраля магнитологи были замечены с борта «Нимрода».

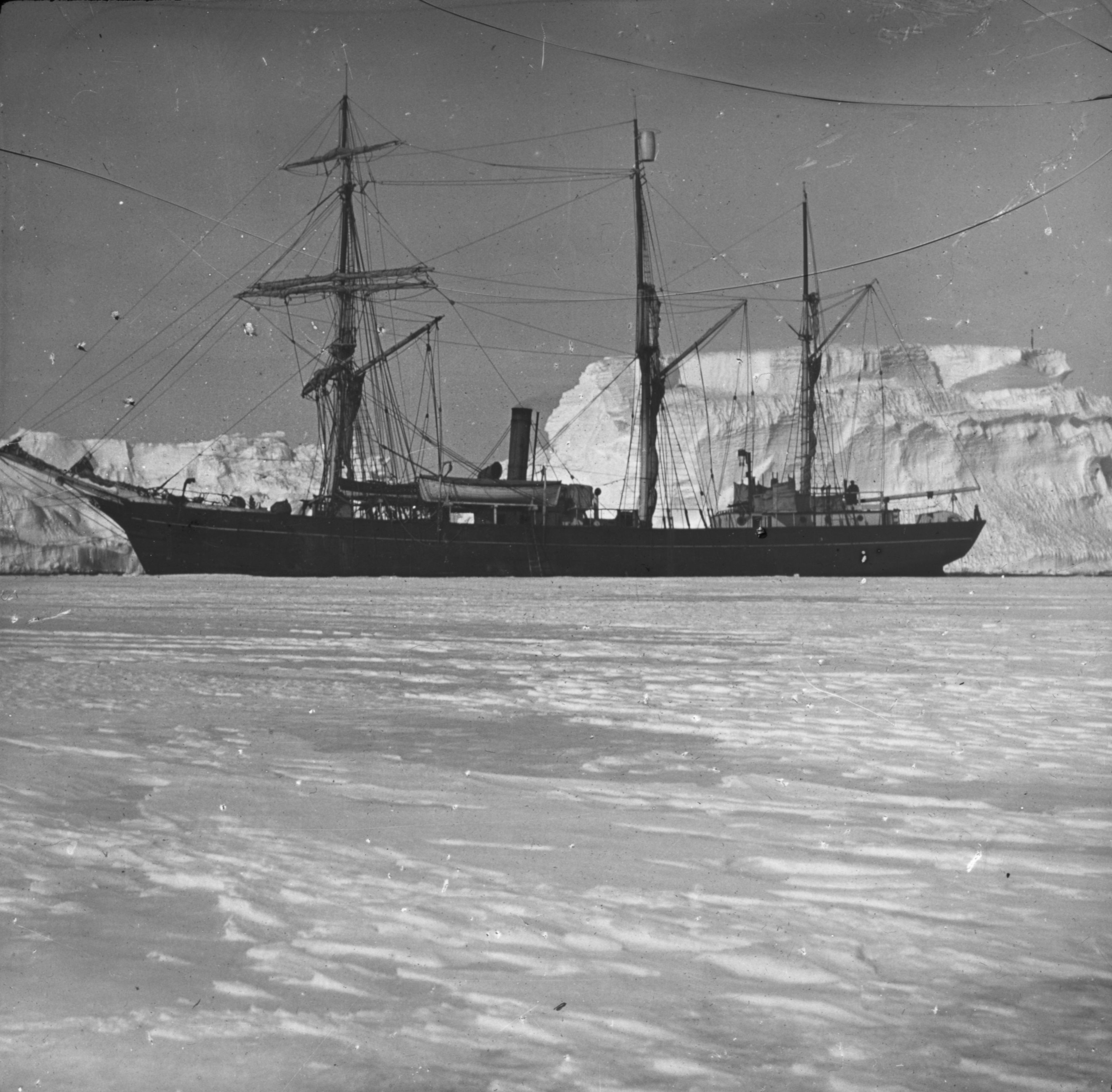
«Нимрод» у Ледяного барьера

11 февраля «Нимрод» вернулся на мыс Ройдс, причём команда начинала испытывать беспокойство по адресу Шеклтона. Эванс отстранил Мюррея от командования и не делился с экспедиционерами своими планами. После 15 февраля стала портиться погода: начался поворот к полярной зиме. По инструкции Шеклтона, 25 февраля, в случае, если его группа не вернётся, следовало оставить на мысе Ройдс запасы и трёх добровольцев для встречи. Вместо трёх человек, изъявили желание остаться шестеро (включая Макинтоша и Пристли) под началом Моусона, а потом к ним присоединился Джойс как специалист по ездовым собакам. Моусон настоял, чтобы Маккея отправили в Австралию, и заменили судовым врачом «Нимрода» — доктором Мичелом. Однако пока шли эти процессы, инструкция Шеклтона была нарушена, и на мыс Хат не было послано отряда встречающих. Когда на мыс 28 февраля пришли Шеклтон с Уайлдом, там никого не было. От отчаяния командир даже попытался поджечь один из павильонов для магнитных исследований, чтобы подать сигнал, но этого сделать не удалось. Из-за слабости и обморожения не удалось даже привязать флаг к кресту погибшего матроса «Дискавери» Винса. После еды и сна, Шеклтон и Уайлд, наконец, смогли подать сигналы, на которые действительно пришёл «Нимрод». Его команда готовилась совершить поход для поиска тел погибших полярников. Шеклтон принял командование, но его убедили поехать на мыс Ройдс. Там он оставил Уайлда, а сам вместе с Моусоном, Маккеем и Макгилином отправился к своим людям, и достиг палатки Адамса и Маршалла за 7,5 часов. Оказалось, что Маршалл оправился настолько, что мог сам ходить, и к 3 марта спасательная группа вернулась на побережье, где должен был ожидать Эванс. Тот в нарушение приказа пытался загрузить снаряжение и людей на мысе Ройдс, а Шеклтону пришлось идти на мыс Хат, где он взорвал карбидную шашку, подав сигнал. К часу ночи 4 марта все были на борту. Общая продолжительность похода составила 117 дней, дистанция — 1755 миль (2824,3 км).

### Походы Западной партии

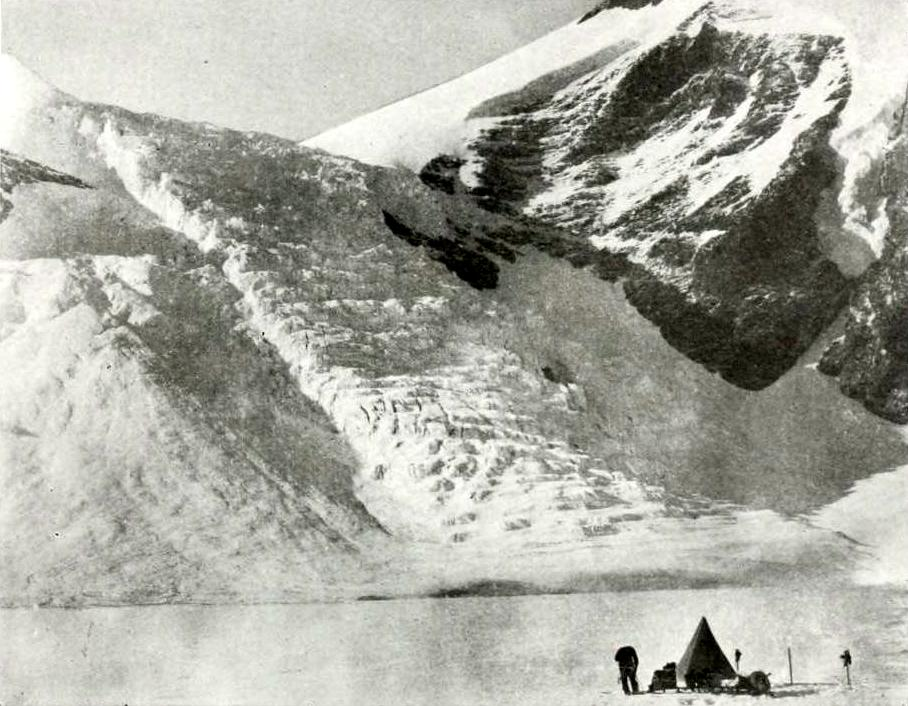
Лагерь Западной партии у подножья ледника

Джойс, возглавивший Западную партию после 7 ноября, стремился поскорее закончить работу по закладке складов на обратный путь и освободиться для собственной работы. Группа Мюррея благодаря автомобилю легко доставила на мыс Хат 1800 фунтов (816 кг) провианта для Шеклтона, и все быстро вернулись на мыс Ройдс. Следующие три недели все занимались рутиной: Мюррей изучал пресноводные антарктические организмы, Пристли работал над шпатами у подножья Эребуса, обнаружив минералы, аналогичные найденным у горы Кения. Джойс препарировал 9 тюленей Уэдделла и набил из них чучела, тогда как художник Марстон писал маслом, пытаясь передать цветовую гамму антарктических ледников. 23 ноября, несмотря на непогоду, Мюррей, Пристли, Джойс, Марстон и Броклхёрст вторично отправились на Эребус, имея недельный запас провианта и одну на всех трёхместную палатку для облегчения ноши. Ночью начался 72-часовый буран, в котором Пристли чуть не погиб (он остался ночевать на улице), но нашёл нарты, лёг на них и изолировал брезентом свой спальный мешок. В палатке рухнул центральный шест, но тент уцелел, благодаря чему люди не обморозились. Хотя не было возможности разжечь примус, путешественники питались галетами и пеммиканом, и сосали кусочки льда для утоления жажды. Периодически они выкликали Пристли, который каждый раз отзывался. Ему трижды передавали сухари и пеммикан, и один раз — шоколад. При этом вылезавший из палатки Джойс сильно обморозился в буране. Только через три дня Пристли затащили в палатку, причём места не было, и чтобы обследовать его на предмет обморожений, геолога положили на Мюррея и Марстона. Нунатак, под сенью которого разворачивались события, назвали «Мизери».
Ни один из пяти экспедиционеров не пострадал серьёзно, поэтому в декабре Армитедж, Пристли и Броклхёрст отправились на мыс Баттер пополнять запасы Северной партии. Далее они должны были пройти по Леднику Феррара в поисках окаменелостей в песчаниковых породах. Первые 16 миль их везли на автомобиле (с грузом 1200 фунтов = 544 кг), а далее Дэй вернулся из-за трещин в морском льду. Это было последним использованием моторного транспорта во время экспедиции. Чтобы дойти до мыса, понадобилось четверо суток, причём под антарктическим солнцем оказалось очень жарко, лица обгорали на ветру. Из-за таяния льдов обувь была постоянно мокрой, но никто не заболел. 15 декабря начался подъём по леднику, разочаровавший Пристли: все интересные валуны и нунатаки были покрыты солью, вероятно, уничтожившей потенциальные находки (вкрапления известняка в песчанике). Армитедж при этом напомнил, что они должны вернуться к 1 января и не могут пройти всю ледниковую долину. Кроме того, Пристли обнаружил, что карты экспедиции Скотта, которыми они пользовались, содержат неточности и грубые ошибки. Например, скалы из песчаника, обозначенные на карте, оказались гранитными. Повернув на Рождество, к 1 января группа Пристли вернулась на мыс Баттер, где в течение трёх недель безуспешно ожидала Северную партию. Броклхёрста особенно раздражали линяющие из-за сырости спальные мешки из оленьего меха. 6 и 12 января были сделаны вылазки в морены Стренга и в Сухую долину, где Пристли обнаружил природную террасу высотой около 60 футов; вернулись они 15-го. 25 января Армитедж, Пристли и Броклхёрст разбили лагерь на морском льду, так и не дождавшись ни группы Дэвида, ни «Нимрода». Утром Пристли сообщил товарищам, что припай оторвался от берега и его несёт на север в открытое море. Припасов у них было только на четыре дня, но гораздо опаснее был распад подтаявшего ледяного поля. Однако когда взошло солнце, путешественники всего в 10 милях увидели «Нимрод» и подали сигнал гелиографом.

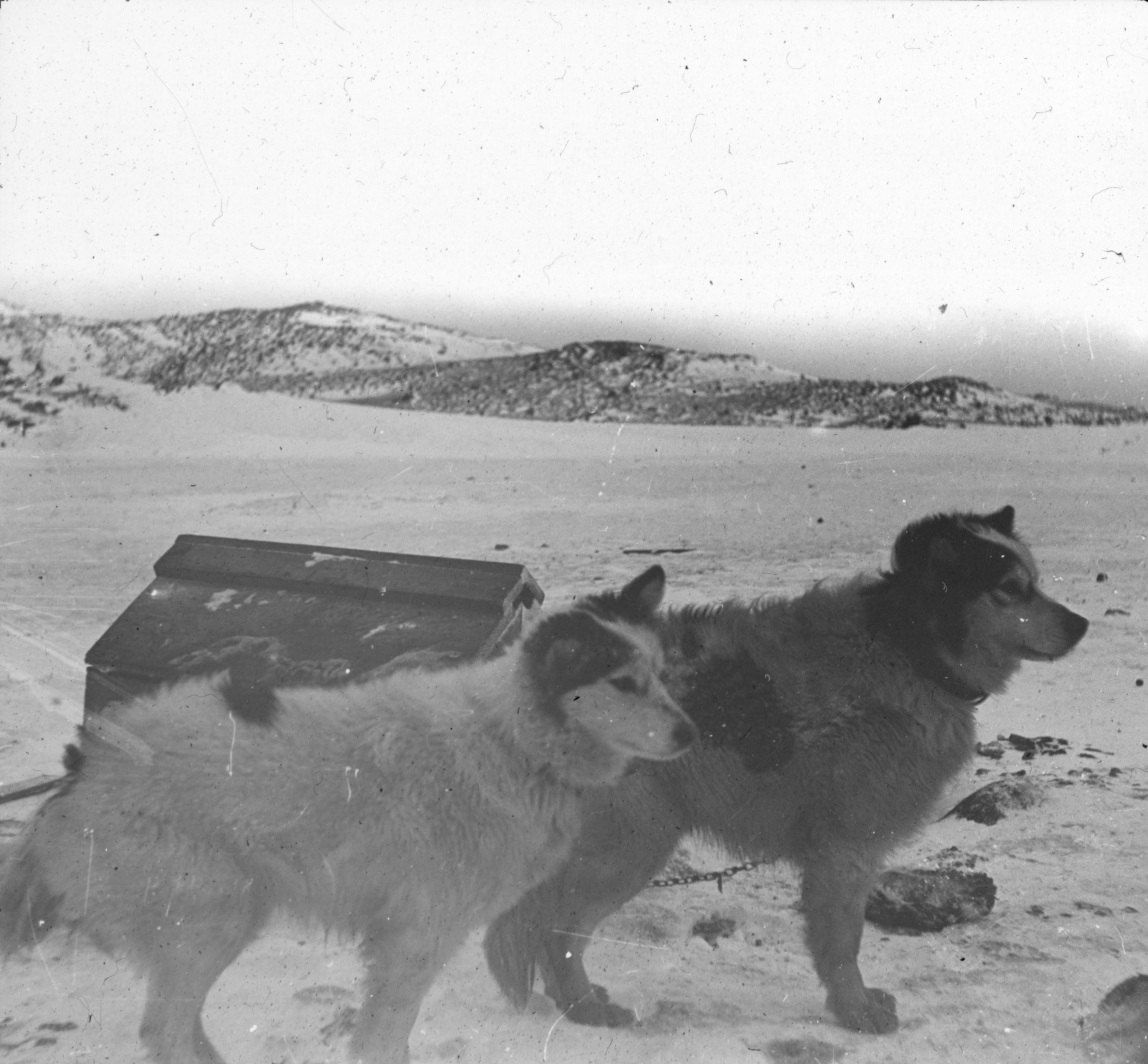
Экспедиционные собаки

Параллельно, 15 января группа Джойса отправилась к скале Минна Блафф на Барьере (в 70 милях от базы), пополнять склады Южной группы Шеклтона для её успешного возвращения. Джойс был единственным участником команды, который всерьёз относился к ездовым собакам, и взял упряжку из 8 животных. Оказалось, что участники партии без лыж не поспевали за упряжкой с грузом, и приходилось вдвоём тормозить животных. Достигнув цели 25 января, участники построили 10-футовую снежную пирамиду, на вершину которой воткнули 11-футовые бамбуковые вехи и привязали чёрные флаги, видимые, по их оценкам, за 8 миль. 27 января они отправились на базу, и в тот же день наткнулись на один из складов Скотта 1902 года. Сильный южный ветер позволил поставить на нарты импровизированный парус и развивать скорость до 4 миль в час. В зоне трещин Джойс насчитал 127 провалов шириной от 2 до 30 футов. Вернувшись на мыс Хат 30 января, уже 2 февраля Джойс повёл свою команду обратно, считая сделанные запасы недостаточными. Чтобы обойти зону трещин, они пошли к мысу Крозье, и, несмотря на 2-дневную метель, выполнили задачу, не увидев ни одной ледниковой трещины. К 16 февраля группа Шеклтона не появилась, хотя Джойс очень хотел дождаться. Оставив у скалы Блафф дополнительные вехи, экспедиционеры отправились на базу, проделав в последний день 45-мильный переход на собаках. По словам Б. Риффенберга, «это был урок, усвоенный слишком поздно».

### Поход к Южному магнитному полюсу

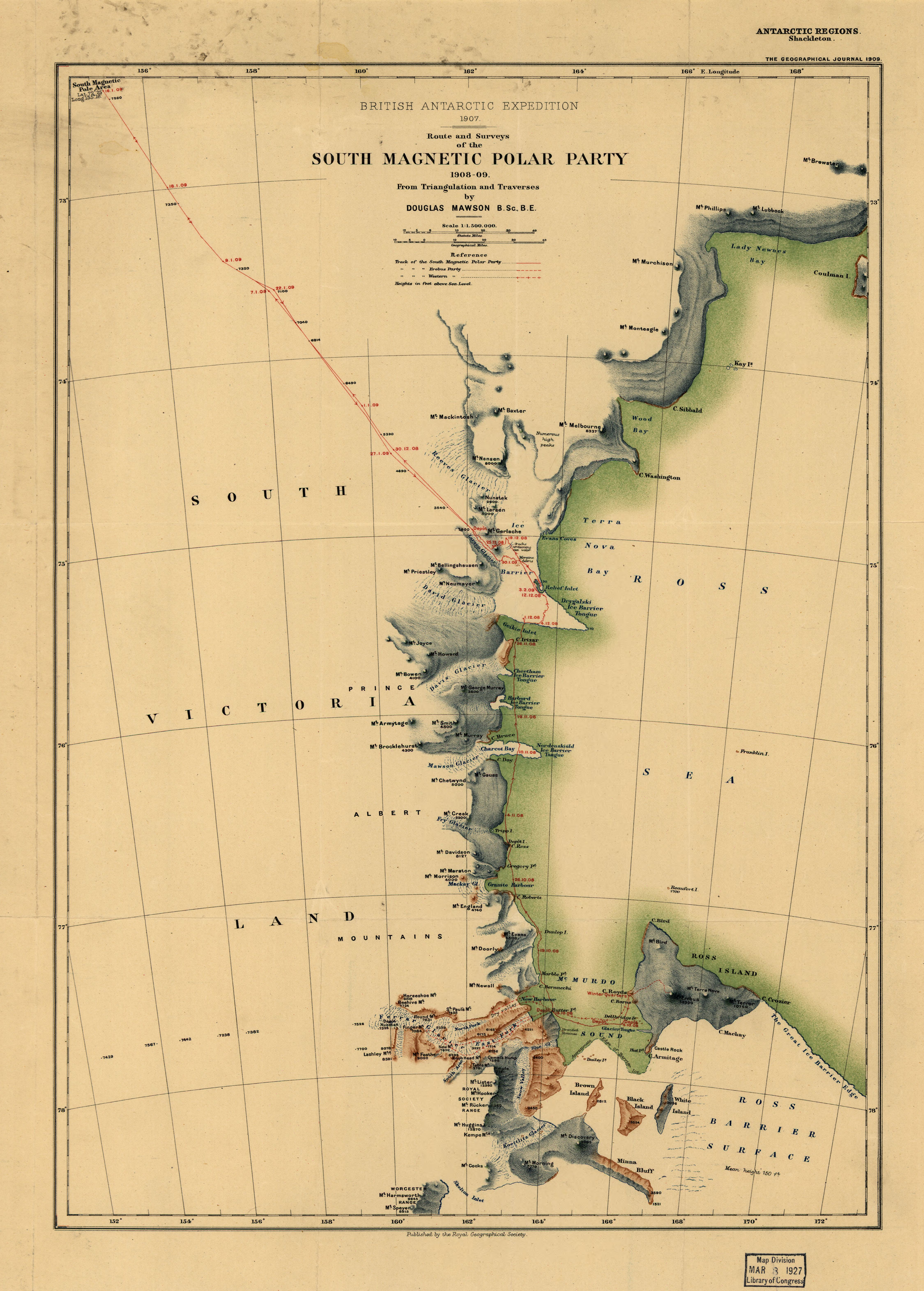
Карта похода Северной партии к Южному магнитному полюсу 1909 года издания

Северный отряд состоял из трёх человек, которым пришлось тащить всё необходимое снаряжение на себе — собаки были заняты на обустройстве складов для возвращения Шеклтона и на «рутинной работе». Дэвид, Моусон и Маккей стартовали ещё 5 октября, чтобы заложить базовый лагерь на мысе Баттер. Перед отправлением, Дэвид получил инструкции Шеклтона, по которым ему предстояло «осуществлять
магнитные наблюдения в каждой подходящей точке» с целью наивозможно точного определения магнитного полюса, провести геологическую съёмку побережья Земли Виктории и провести хотя бы одну неделю в одной из сухих долин для поиска полезных ископаемых, имеющих экономическое значение. Первоначально отправляться предстояло 1 октября, но густой туман и травма Дэя отсрочили выход до 5-го числа. При помощи автомобиля заложили два склада в 10 и 15 милях от базы, а далее экспедиционеры через льды пролива Мак-Мердо отправились к мысу Баттер, названному так в экспедиции Скотта по оставленной там банке масла. Оказалось, что груз в 710 фунтов (322 кг) неподъёмен для двух учёных, поэтому двое нарт перетаскивали «челноком»; одни сани получили прозвище «Рождественской ёлки», поскольку на них покидали то имущество, о нужности которого вспомнили в последний момент. Из-за таяния морского льда передвижение было медленным. Вскоре стала сказываться психологическая несовместимость экспедиционеров: профессор Дэвид был эксцентричным человеком, вдобавок, он имел чрезмерно вычурную манеру обращения, и мог в течение нескольких часов не давать прямых ответов на вопросы, ограничиваясь иносказаниями. Раздражённая реакция Моусона по этому поводу появилась в его дневнике уже на четвёртый день пути. Вдобавок, по совету Нансена, для согревания Моусон, Дэвид и Маккей использовали общий спальный мешок. Дэвид ложился спать одетым посередине, в результате для остальных едва оставалось свободное место. Достигнув мыса 13 октября, и оставив там много имущества, включая 70 фунтов провианта, путешественники двинулись на север, обнаружив 17 октября Мыс Бернакки, сложенный, преимущественно, белым мрамором. Здесь группа Дэвида официально вступила во владение Землёй Виктории от имени Британской империи.

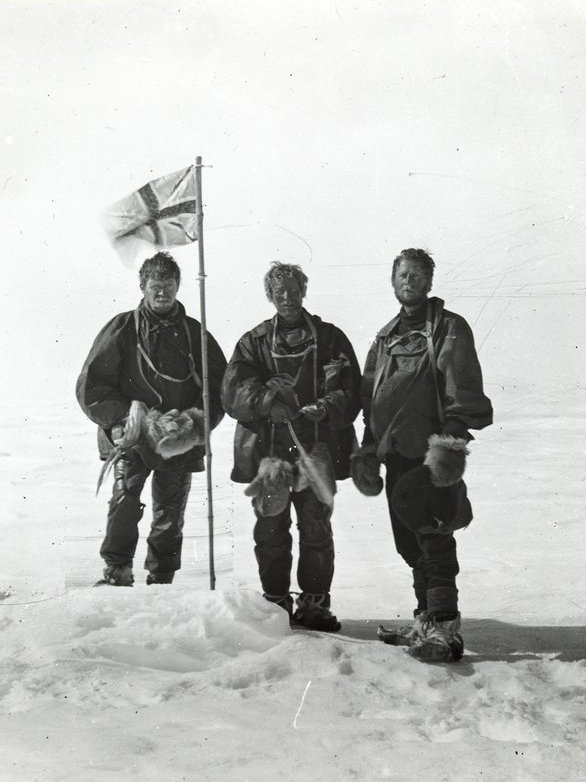
Слева направо: Маккей, Дэвид и Моусон на Южном магнитном полюсе. 72°15′ ю. ш., 155°16′ в. д. 16 января 1909 года

Из-за чрезвычайно тяжёлого пути продвижение осуществлялось медленно: к концу октября путешественники преодолели по побережью Земли Виктории не более 100 км. Моусон предложил сосредоточиться на научных открытиях и отказаться от рекорда, но Дэвид и Маккей его не поддержали. Тогда Моусон рассчитал, что если перейти на половинный рацион пищи, можно преодолеть 400 миль по высокогорью и обратно, причём после возвращения на побережье питаться пришлось бы только тюленями и пингвинами. Решение приняли единогласно. Керосина взяли полный запас, Маккей сконструировал из подручных средств жировую лампу, поскольку от этого зависело выживание: керосин следовало сохранять для похода на Полярное плато. Первые недели пути выявили ещё одну проблему: 51-летний Дэвид в физическом смысле оказался «слабым звеном» команды. Моусон записал в дневнике: «Проф, безусловно, прекрасен для его возраста, но он… не способен тянуть с той же силой, как молодой человек».
Построив на вновь обнаруженном острове Депо каменную пирамиду, куда поместили послание капитану Ингленду, 2 ноября Северная партия выступила форсировать ледник Норденшельда и ледник Дригальского. Учёные проделывали по 10 миль в день, даже в сильную пургу. Ледник Норденшельда оказался неточно нанесён на карту, и его преодолели всего за два дня. Чтобы сэкономить припасы и набраться сил, экспедиционеры питались почти исключительно мясом и салом тюленей, однако резкое сокращение сухарей в рационе привело к приступу диареи у всех троих.
К леднику Дригальского команда вышла 26 ноября. Переход тянулся до 9 декабря из-за полей сплошных заструг, напоминавших путешественникам «внезапно замёрзшее бурное море». Профессор Дэвид несколько раз проваливался в трещины, но не пострадал; 11 декабря его вытащил Моусон. В это время геолог менял фотопластинки в камере, сидя в палатке, а Маккей отправился на разведку местности. Профессор Дэвид удержался на руках на краю трещины, и дождался помощи. 12 декабря команда столкнулась с голодным психозом из-за недостатка калорий. Моусон свидетельствовал в дневнике, что они могли думать и говорить только о еде, и расписывали друг другу ужины из девяти блюд, которые даст Дэвид в честь своих спутников. На складе оставили геологические образцы, запасную одежду и письмо для «Нимрода». После пурги, 16 декабря начался подъём на плато с грузом 670 фунтов. 17 декабря был достигнут чрезвычайно изломанный ледник Ривза, более напоминавший ледяной лабиринт, после преодоления которого начались регулярные магнитные измерения. Рождество отпраздновали на леднике, а в качестве подарка Дэвид и Моусон отдали Маккею запас норвежской осоки (которой набивали каньги) для трубки, поскольку запас табака уже давно иссяк.

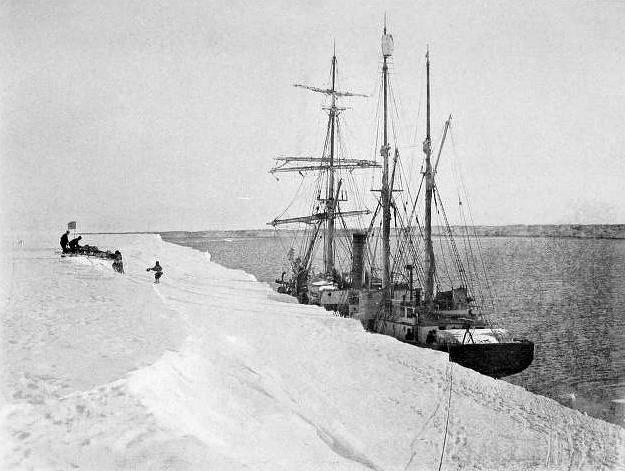
Эвакуация Северного отряда: «Нимрод» у ледника Дригальского

Несмотря на подъём на высоту 6500 футов (1981 м), поверхность была ровной, позволяя стабильно делать до 10 морских миль (18,5 км) в день. Однако сокращение рациона привело к резкому упадку сил, особенно пострадал профессор Дэвид. Даже когда было решено вернуться к нормальным порциям, чувство голода не ослабевало. 13 января оказалось, что полюс всё ещё не достигнут, Маккей впал в депрессию, из-за несовершенства приборов приходилось несколько раз повторять 24-часовые циклы наблюдений. Поскольку полюс перемещался, Моусон 15 января пришёл к выводу, что он сам «придёт» к наблюдателям, но до вычисленной точки пришлось преодолеть ещё 13 морских миль (24 км). Наконец, 16 января 1909 года Южный магнитный полюс был достигнут на 72°15' ю. ш., 155°16' в. д. на высоте 2210 м над уровнем моря. Моусон наладил автовзвод на фотоаппарате и запечатлел всех троих экспедиционеров. Открытый район по инструкции, данной Шеклтоном, был провозглашён владением Британской империи. Всего неделей ранее такую же церемонию проделала группа Южного полюса.
Несмотря на упадок сил, члены команды магнитного полюса преодолели 250 морских миль (463 км) обратного пути за 15 дней, назначенных до прихода «Нимрода». Участников похода также сильно раздражало отсутствие чая, из-за чего использовали остатки спитой заварки. 28 января путешественники решили воспользоваться попутным ветром, и, используя палаточный тент вместо паруса, преодолели 20 морских миль (37 км); иногда за санями приходилось бежать. Экспедиционеры совершили ошибку, пройдя прямо через ледяной лабиринт, чем довели профессора Дэвида до нервного истощения. Вдобавок, у него разошлись по швам ботинки и габардиновые брюки. 2 февраля оказалось, что он сильно обморозил ноги, но к тому времени путешественники находились у склада, устроенного перед походом на полюс. Тем временем, 31 января «Нимрод» подошёл к берегу, не приближаясь из-за полосы припая больше, чем на 16 морских миль (30 км). Только 4 февраля, пережив снегопад и падение в трещины морского льда, а также серьёзный конфликт (Маккей призывал «свергнуть старика»), отряд Дэвида вернулся на судно. За время ожидания они успели немного исследовать ледник Дригальского. Перед самым подъёмом на судно, Моусон провалился на 18 футов (5,5 м), но уцепился за узкий уступ. Сил Дэвида и Маккея не хватало, чтобы вытянуть его за брошенную верёвку, тогда лейтенант Дэвис велел перебросить через трещину доски, спустился в трещину, обвязал Моусона, и матросы вытащили их наверх.

## После экспедиции

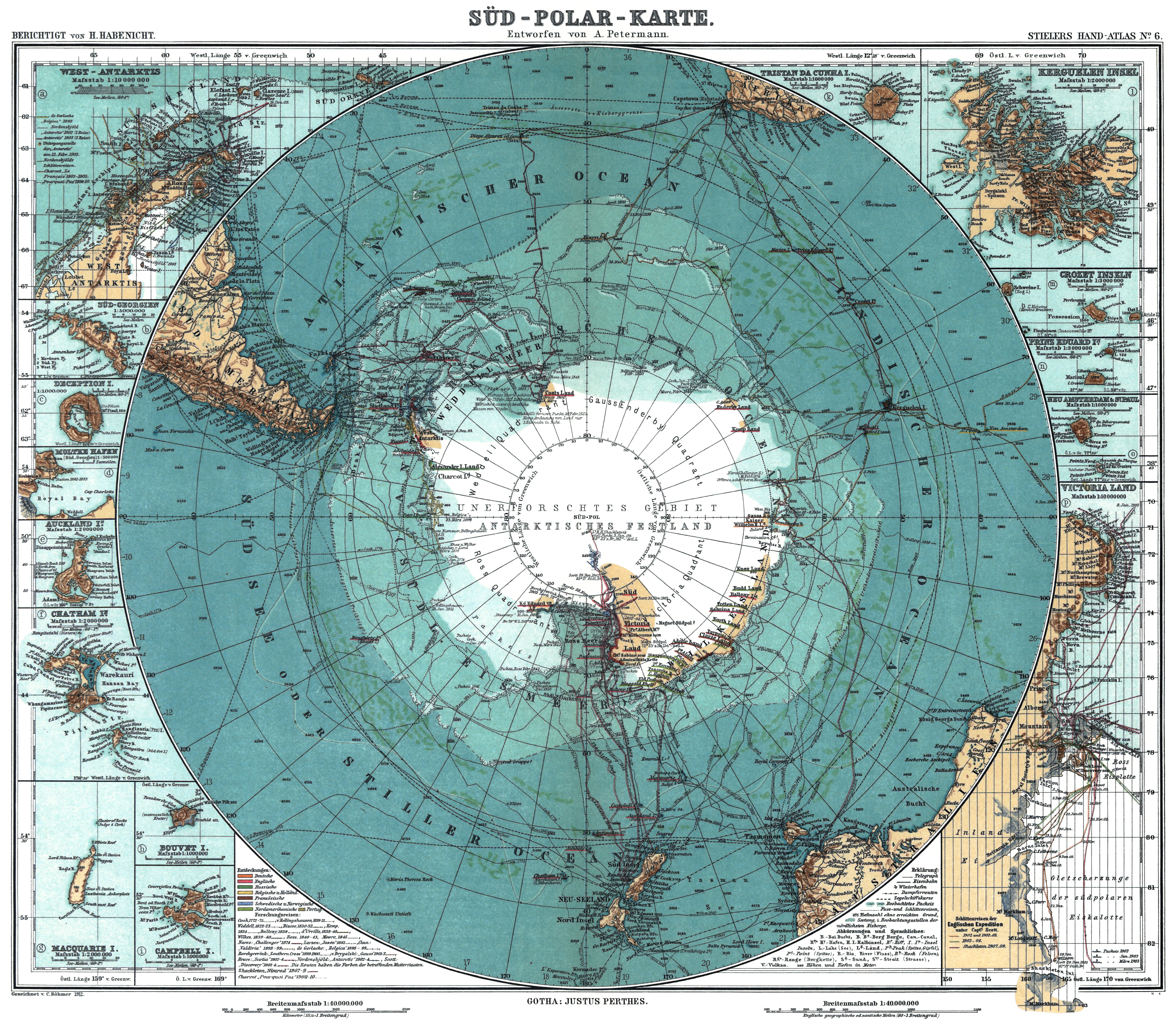
Карта Антарктики из Stielers Handatlas (Gotha, 1912). Во врезке в правом нижнем углу показаны маршруты Скотта 1902—1904 годов и Шеклтона в 1908—1909 годы

### Возвращение. Признание
6 марта 1909 года экспедиция покинула остров Росса. Пройдя мыс Адэр, Шеклтон сумел обследовать 75 миль побережья Земли Уилкса, недоступной для предыдущих экспедиций. Он хотел продвинуться к Земле Адели, но льды не позволили этого сделать. 9 марта «Нимрод» пошёл на север, достигнув Южного острова 22-го числа. Шеклтон всё это время составлял сообщение в 2500 слов для газеты «Daily Mail», с которой был связан контрактом. Р. Скотт немедленно поздравил Шеклтона с успехом, но Королевское географическое общество подвергло исследователя некорректной критике, усомнившись в методах определения географических координат, в этом немалую роль сыграли интриги К. Маркэма. Шеклтона сразу поздравила телеграммой королева Александра, а 14 апреля в Веллингтоне команда была принята премьер-министром Новой Зеландии. Лекция Босса принесла 300 фунтов стерлингов, такие же гонорары последовали от выступлений по Австралии. Впрочем, бо́льшим вниманием у себя на родине пользовались учёные — Дэвид и Моусон (его даже прозвали «австралийским Нансеном»). Эджуорт Дэвид покинул экспедицию ещё 30 марта, направляясь в Сидней. Уайлда Шеклтон отправил в Великобританию с конфиденциальными поручениями, в том числе к своей супруге Эмили; Броклхёрст также продолжил путешествовать. Джон Кинг Дэвис был повышен до звания шкипера и назначен командовать «Нимродом» для возвращения его в Англию. 8 мая экспедиция покинула Сидней, намереваясь провести океанографическую программу в Южном океане. Пройдя к югу от Тасмании, Дэвис опроверг существование ряда островов, и обнаружил, что координаты острова Маккуори на картах Адмиралтейства отмечены точно. Покинув Маккуори, Дэвис также опроверг существование островов Эмералд и Нимрод, якобы, наблюдаемых в 1820-е годы. Обогнув мыс Горн, 24 августа баркентина «Нимрод» прибыла в Фалмут.
Шеклтон возвращался через Индию вместе с Армитеджем, Адамсом, Макинтошем и литтелтонским журналистом Сондерсом, который помогал ему писать книгу о путешествии; наняло его новозеландское правительство. В Порт-Саиде они встретились с Альбертом Армитеджем — ветераном «Дискавери». В Дувр все прибыли в субботу, 12 июня 1909 года, и уик-энд до официальной встречи Шеклтон смог провести с женой. Вернувшихся в Лондон 14 июня 1909 года участников похода к полюсу толпа встречала как триумфаторов; Бо Риффенберг утверждал, что «энтузиазм был чрезмерен даже для викторианского культа героев».
Среди встречавших Шеклтона на Черинг-Кросском вокзале лиц был и Р. Скотт, он же председательствовал на приветственном банкете, устроенном клубом «Сэвидж». Скотт присутствовал и на публичной лекции Шеклтона в Королевском Альберт-Холле 28 июня. Стратегия, тактика, часть людей и маршрут следования Шеклтона были использованы Скоттом в его собственной южнополярной экспедиции. Приветственные телеграммы прислали Нансен и Амундсен, а торжественный обед в честь полярников дал Артур Конан Дойль. Отношений с Бирдмором, однако, восстановить не удалось, несмотря на именование ледника в его честь и возврат долга в 7000 фунтов стерлингов. Эдвард Уилсон прислал Шеклтону резкое письмо, в котором обвинял его в занятии острова Росса и базы Скотта, и назвал его клятвопреступником.
12 июля 1909 года Шеклтон был возведён в ранг командора Ордена Виктории; чета Шеклтонов была приглашена в Букингемский дворец. Королевское географическое общество наградило Эрнеста Генри золотой полярной медалью, однако с уничижительной оговоркой: «медаль изготовлена не такого же большого размера, как для капитана Скотта». «Нимрод», ошвартованный в Ост-Индских доках, с 1 сентября был открыт для посещения публикой. В экспозиции были представлены чучела антарктических животных, нарты, палатки, кухонные аппараты, фотографии. Выставка имела успех и принесла хорошие сборы, а далее была перенесена в Ливерпуль, Манчестер и Ньюкасл.
2 сентября 1909 года Фредерик Кук официально объявил, что достиг Северного полюса 21 апреля 1908 года; спустя пять дней о своём достижении полюса 6 апреля 1909 года заявил и Роберт Пири, начав тяжёлую затяжную дискуссию, которая не завершена и по сей день. 12 сентября 1909 года о планах достижения Южного полюса заявил и Роберт Скотт. 27 сентября Шеклтон был приглашён на приватную аудиенцию к королю, который подробно расспросил его обо всём, перечисленном выше; исследователь писал жене, что монарх искренне заинтересовался полярной полемикой. 9 ноября Эрнест Генри Шеклтон был удостоен рыцарского титула.

### Результаты

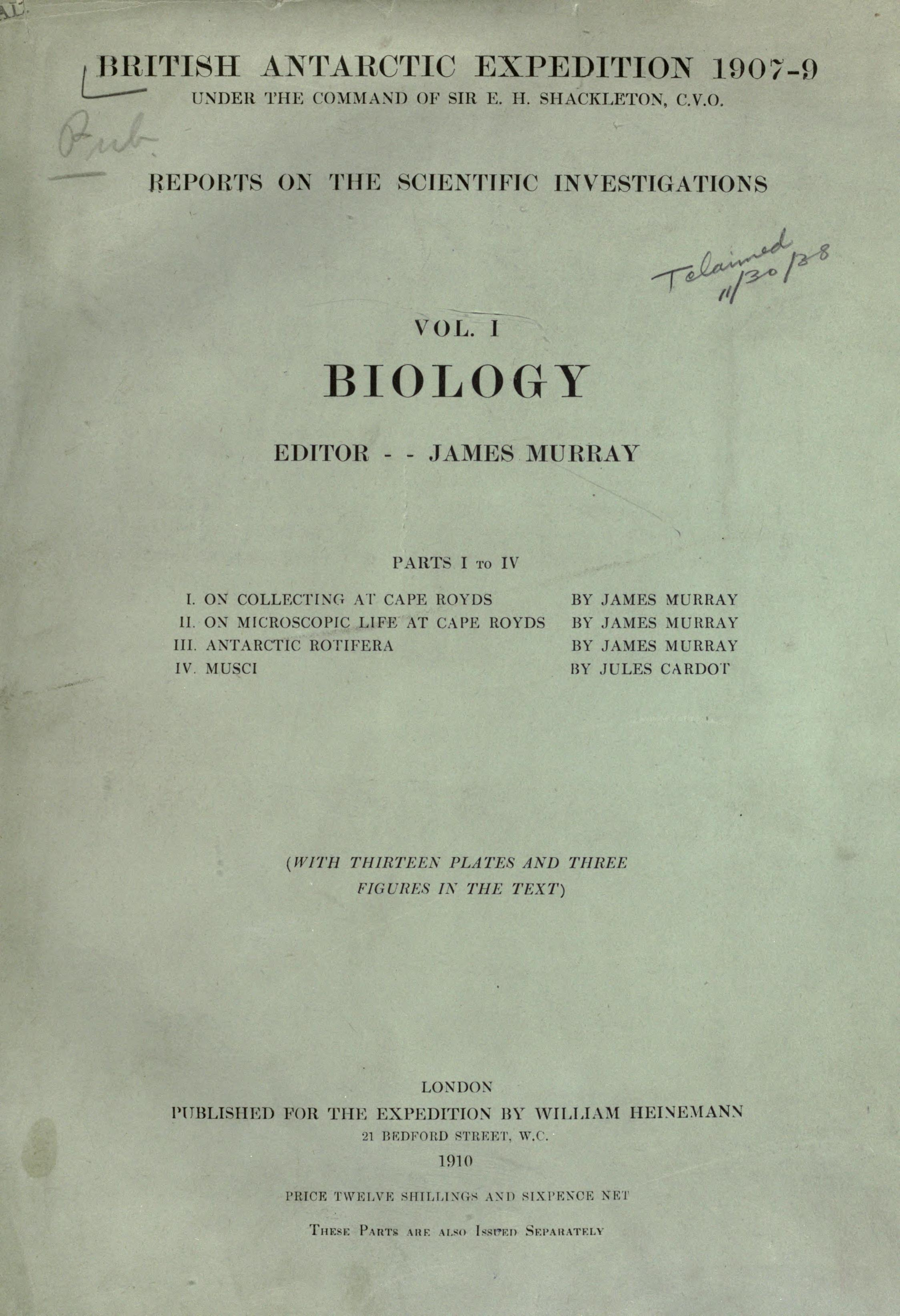
Титульный лист одного из томов научного отчёта экспедиции (серия «Биология»)

Книга Шеклтона «В сердце Антарктики» вышла в свет к началу его британского лекционного турне — 4 ноября 1909 года. Рукопись была завершена в кратчайший срок, а обозреватели газеты «The Manchester Guardian» объявили книгу «лучшим, что было написано о полярных странах». Одновременно вышло издание в США, а также переводы на немецкий, французский, итальянский, венгерский и шведский языки. До 14 декабря Шеклтон дал 123 публичных выступления. 14 декабря весь экипаж «Нимрода» был удостоен королевского приёма и каждый моряк был награждён: участники береговой партии получили по серебряной полярной медали, а офицеры и некоторые матросы — бронзовую.
Геолог Реймонд Пристли впоследствии отмечал, что несмотря на краткость экспедиции (15 месяцев), её участники проделали «неправдоподобно большой» объём работы. В 1908 году природа Великого ледяного барьера оставалась непрояснённой. Равным образом, было необходимо выяснить, что находится за открытыми в 1902 году горами на 82° ю. ш., и является ли центр материка плоскогорьем, а также как открытые южнее пролива Мак-Мердо земли связаны с другими побережьями Антарктиды. Разрешение данного вопроса могло быть решено только исследованием минералов, слагающих ледовое ложе. В метеорологических измерениях особенно были заинтересованы учёные Австралии и Новой Зеландии, поскольку погода в этом регионе формируется под значительным влиянием Антарктического материка. Это требовало одновременного исследования воздушных течений, течений Южного океана, механизма образования льдов, и многого другого. Крупным достижением стало восхождение на вулкан Эребус, поскольку позволяло исследовать более высокие слои атмосферы в условиях постоянных низких температур. Исследование Эребуса дало важные наблюдения и для вулканологии, поскольку участники восхождения обнаружили четыре кратера, образовавшихся в разные геологические эпохи. Это немедленно поставило вопрос об отыскании вулканических формаций в Горах Виктории, а в отдалённой перспективе — увязывании этих наблюдений с вулканизмом на противоположном краю Антарктиды. По мнению полярника В. С. Корякина, экспедиция Шеклтона одной из первых обратилась к исследованию процессов на разных атмосферных горизонтах, буквально накануне того, как это стало важно для авиации.
Интерпретируя результаты санного похода, В. Корякин предложил следующую таблицу:
| Дней    | Шельфовый ледник Росса | Ледник Бирдмора | Полярное плато | Всего |
| ------- | ---------------------- | --------------- | -------------- | ----- |
| Туда    | 35                     | 12              | 15             | 62    |
| Обратно | 30                     | 8               | 11             | 49    |

Поход был спланирован экстремальным образом: расстояния между промежуточными складами топлива и провианта постоянно ставили экспедиционеров на грань физического выживания, когда малейшая задержка из-за болезни, ухудшения погоды или условий пути могла стать фатальной. Робертом Скоттом в его следующей экспедиции эти обстоятельства не были учтены. Согласно В. Корякину, поворот назад, находясь в неделе пути от Южного полюса, является победой Шеклтона, а не его поражением: он сохранил жизни своих людей и привёз важные научные сведения. Помимо исследования оптимальной транспортной стратегии, полярный поход группы Шеклтона принёс важнейшую научную информацию. Была выяснена разница в трёх типах оледенения в связи с Трансантарктическими горами. Было определено направление Трансантарктических гор, а доставленные геологические образцы позволили датировать их границей верхнего палеозоя и нижнего мезозоя.

### Память
Когда отправлялась экспедиция Роберта Скотта, в числе провожавших на вокзале Ватерлоо был и Шеклтон. Адмирал сэр Льюис Бомонт, вице-президент КГО, в тот день призвал Скотта отказаться от соперничества с Шеклтоном и не преодолевать оставшегося до полюса расстояния. Мученическая смерть Скотта после покорения полюса (вторым после Амундсена) привела к длительному забвению Шеклтона, чьим маршрутом и методами пользовался его бывший начальник.
Сведения об экспедиции 1907—1909 годов содержатся в любой биографии как Шеклтона, так и Скотта. Историк полярных экспедиций Бо Риффенберг в 2004 году выпустил первую монографию, целиком посвящённую южнополярной экспедиции Шеклтона. Книга получила хорошие отзывы критиков и исследователей. Зимовье Шеклтона на мысе Ройдс сохраняется новозеландским Antarctic Heritage Trust, в 2004—2008 годах проводилась программа консервации объекта, где хранятся более 6100 исторических артефактов, включая некоторые детали антарктического автомобиля (например, колёса). Во время реставрации, в 2006 году под полом хижины в вечной мерзлоте были обнаружены пять ящиков бренди и виски, в том числе существующей ныне марки «Whyte and Mackay». Полярный автомобиль был вывезен из Антарктиды самим Шеклтоном, его дальнейшая судьба окончательно не выяснена. Одни из нарт экспедиции сохраняются в музее Кентербери. Эрик Маршалл подарил свои нарты школе Monkton Combe School, в которой учился, в 2019 году они были выставлены на аукцион.

### Первоисточники
- The Antarctic book : winter quarters 1907—1909. — London : William Heinemann, 1909. — 53, [3] p.
- Aurora Australis, 1908—09 / Edited by E. H. Shackleton. — Published at the winter quarters of the British Antarctic Expedition, 1907, during the winter months of April, May, June, July, 1908. — 150 p.
- British Antarctic expedition, 1907-9, Under the command of Sir E.H. Shackleton, c. v. o. Reports on the scientific investigations. — London : W. Heinemann, 1910—1916. — Vol. 1—4. — The two volumes on biology were issued in parts, those of each volume paged continuously, and are without title pages. Geology, edited by T. W. E. David and R. E. Priestley. Biology, edited by James Murray.
- Shackleton E. The Heart of the Antarctic: being the story of the British Antarctic Expedition 1907—1909 : With an introduction by Hugh Robert Mill, D. SC., an account of the first journey to the South Magnetic Pole by Professor T.W. Edgeworth David, F.R.S. [With illustrations and diagrams]. — London : William Heinemann, 1909. — Vol. I. — XLVIII, 371 p.
- Shackleton E. The Heart of the Antarctic: being the story of the British Antarctic Expedition 1907—1909 : With an introduction by Hugh Robert Mill, D. SC., an account of the first journey to the South Magnetic Pole by Professor T.W. Edgeworth David, F.R.S. [With illustrations and diagrams]. — London : William Heinemann, 1909. — Vol. II. — XV, 419 p.
- Шеклтон Э. В сердце Антарктики / пер. П. Ю. Шмидта, А. Бурашко, З. В. Житомирской и В. К. Житомирского, научный редактор Н. Я. Болотников. — М. : Paulsen, 2014. — 528 с. — ISBN 978-5-98797-091-1.

### Монографии и статьи
- Корякин В. С. Гонка за полюс. Кто был первым на Южном полюсе. — М. : Эксмо, 2012. — 288 с. — 3100 экз. — ISBN 978-5-699-54101-0.
- Ладлэм Г. Капитан Скотт / Перевод с английского В. Я. Голанта. Научный редактор кандидат географических наук Л. И. Дубровин. С предисловием академика А. Ф. Прянишникова. — Изд. 2-е, испр. — Л. : Гидрометеоиздат, 1989. — 288 с. — ISBN 5-286-00406-7.
- Хантфорд Р. Покорение Южного полюса. Гонка лидеров / Пер. с англ. С. Филина. — М. : Манн, Иванов и Фельбер, 2012. — 640 с. — ISBN 978-5-91657-323-7.
- Baughman T. H[англ.]. Shackleton of the Antarctic. — Tallahassee : Eöthen Press, 2002. — 86 p. — ISBN 0-915735-03-2.
- Crane, David. Scott of the Antarctic : a life of courage and tragedy in the extreme south (англ.). — London: Harper-Collins, 2002. — VIII, 578 p. — ISBN 978-0-00-715068-7.
- Fisher, Margery and James. Shackleton / Drawings by W. E. How, etc.. — London: James Barrie Books, 1957. — xvi, 559 p.
- Hayes J. G. The Conquest of the South pole, antarctic exploration 1906—1931. — London : T. Butterworth, 1932. — 318 p.
- Huntford, Roland. Shackleton. — London: Hodder and Stoughton, 1985. — xx, 774 p. — ISBN 0340250070.
- Mill H. R. The Life of Sir Ernest Shackleton. — London : W. Heinemann, 1923. — xv, 312 p.
- Preston D. A First Rate Tragedy : Robert Falcon Scott and the Race to the South Pole. — Boston : Houghton Mifflin, 1999. — 256 p. — ISBN 0094795304.
- Riffenburgh B.[англ.]. Shackleton's Forgotten Expedition : the Voyage Of The Nimrod. — New York : Bloomsbury, 2004. — xxiv, 358 p. — ISBN 1-58234-488-4.
- Riffenburgh B. British Antarctic (Nimrod) Expedition (1907—1909) // Encylopedia of the Antarctic / Ed. by Beau Riffenburgh. — London : Routledge, 2007. — Vol. 1 : A–K. — P. 183—186. — ISBN 0‑415‑97024‑5.
- Riffenburgh B. Racing With Death: Douglas Mawson — Antarctic Explorer. — London : Bloomsbury Publishing, 2009. — 296 p. — ISBN 978-0-7475-9671-4.